# Bibliothèque municipale de Bordeaux
La bibliothèque municipale de Bordeaux est une bibliothèque municipale classée, constituée en un réseau de 11 établissements répartis dans la ville. Héritière de la bibliothèque de l'Académie nationale des Sciences, Belles-Lettres et Arts de Bordeaux, elle propose aujourd'hui un fonds patrimonial, un fonds d'étude et de conservation, et une collection encyclopédique de lecture publique sur tous les supports (livres, albums, CD, DVD…) Elle reçoit le dépôt légal imprimeur pour l'Aquitaine (plus de 55 000 imprimés, 6 500 titres de journaux et revues, affiches…) et conserve un fonds régional important. Son fonds ancien, rare et précieux compte plus de 4 000 manuscrits anciens et contemporains, plus de 300 incunables, 400 000 livres, 15 000 cartes postales, dessins et gravures, 2500 cartes, soit près de 500 000 documents.
Des services variés complètent l'offre documentaire : accueil de classes, animations, conférences, projections, formations et ressources d'autoformation, espaces jeux de société et jeux vidéo, studio musique, grainothèques, expositions temporaires, services de réponse à distance, de prêt entre bibliothèques et de reproduction de documents, permanences d'écrivain public et du Défenseur des droits, etc.
Son siège est la bibliothèque Mériadeck : parmi les plus grandes d'Europe, elle s'est installée en 1991 dans le quartier d'affaires éponyme. Elle offre un espace de 9 000 m² au public, sur 6 niveaux.

## Historique

### Bibliothèque de l'Académie (1713-1788)

#### Formation d'une bibliothèque savante (1713-1738)
Dès 1713, l'Académie de Bordeaux, instituée par lettres patentes du roi Louis XIV en 1712, possédait "deux armoires à mettre les livres". Près de mille volumes sont alors reliés avec la marque de l'Académie sur les plats, tandis que d'autres reçoivent un simple timbre au contreplat. Les acquisitions et les dons des membres forment déjà, en 1738, une bibliothèque de plusieurs milliers de volumes.

#### Le legs de Jean-Jacques Bel (1738)
Le 28 août 1736, Jean-Jacques Bel, magistrat au parlement de Bordeaux et ami de Montesquieu, rédige son testament. Reçu membre de l'Académie de Bordeaux sur présentation du président Jean Barbot à la séance du 17 juin de la même année, il prévoit de léguer à l'Académie des sciences, belles-lettres et arts de Bordeaux plusieurs édifices dont son hôtel particulier situé sur l'esplanade du Château Trompette (actuelles Allées de Tourny), l'ensemble de ses livres, manuscrits et meubles à condition que ses biens servent à la création d'une bibliothèque ouverte au public. Un salaire annuel est prévu pour payer le futur bibliothécaire (800 livres par an, payable en deux fois). L'acte est enregistré chez maître Louis Roberdeau. Jean-Jacques Bel meurt deux ans plus tard, le 15 août 1738, à 45 ans.

#### Essor de la bibliothèque publique (1740-1788)
Selon les dernières volontés de Jean-Jacques Bel, son hôtel particulier est transformé en bibliothèque. En mai 1740, des affiches posés dans les rues annoncent aux Bordelais l'ouverture de la Bibliothèque publique de l'Académie, la première ouverte au public dans leur ville.
Le premier bibliothécaire, nommé par quatre commissaires, est Jean-Baptiste Barbot (1695-1771), qui avait été admis à l'Académie sur présentation de Montesquieu. Il prend en charge la bibliothèque après sa retraite de président de la Cour des Aides. La bibliothèque est alors ouverte trois fois par semaine : lundi de 9h à 12h, mardi et vendredi de 14h à 17h. C'est Louis-Mathieu Desbiey, dit « l'abbé Desbiey », qui prend officiellement la suite de Jean Barbot en 1775.
La bibliothèque s'enrichit de nombreux dons et d'acquisitions onéreuses, notamment dans le domaine des sciences. Parmi les donateurs de cette période, les docteurs Pierre Campaigne, botaniste (1743) et Joseph Cardoze (1747), Jean-Baptiste Barbot lui-même (1751), Jean Grillon (1768), Nicolas Chesneau de Pédesclaux (1775), Nicolas Beaujon (1786), et François de Lamontaigne (à plusieurs reprises).

### La transformation de la bibliothèque sous la Révolution (1789-1799)

#### Fermeture de la bibliothèque de l'Académie (1789-1794)
L'abbé Desbiey ne prête pas serment à la Constitution en 1790. Il doit quitter Bordeaux en 1791, puis rejoindre l'Espagne en septembre 1792 en tant que "prêtre réfractaire". Dom Jacques-Marie Carrière, lui aussi bibliothécaire de l'Académie, prête serment de fidélité à la Constitution. Il devient « commissaire aux bibliothèques » à partir de 1791.
À la suite du décret de suppression des académies pris par la Convention nationale le 8 août 1793, les portes de l'Académie de Bordeaux sont mises sous scellés pendant la deuxième semaine de septembre, selon Pierre Bernadau. Malgré ses positions, Dom Carrière est mis en prison d'octobre 1793 à avril 1794, tandis que quatre autres commissaires sont destitués et remplacés par Jogan, "bibliothécaire du district". Ce dernier est destitué à son tour en septembre 1794.

#### Nomination de Jean-Baptiste Monbalon et réouverture éphémère de la bibliothèque (1795-1799)
Par un arrêt du Département, la bibliothèque est de nouveau ouverte au public le 2 décembre 1795. Cependant, à la suite de la nomination du "citoyen [Jean-Baptiste-Henri] Monbalon" (1755-1835), médecin, au poste de bibliothécaire, on pose des scellés dès le 9 janvier 1796. Ils ne sont levés que pour l'état des lieux et l'inventaire, le 1er mars 1796.
De plus, l'ouverture au public est retardée par le constat des disparitions, la sélection des documents au Dépôt littéraire des Feuillants et la préparation de la vente des doubles. En effet, en 1797, le Dépôt des Feuillants contient les livres confisqués depuis 1789 aux couvents, aux émigrés et aux condamnés, soit 24 bibliothèques de monastères, 2 de corporations savantes, 84 d'émigrés et de prêtres déportés, 2 de condamnés pour près de 300000 volumes. Les bibliothèques des congrégations religieuses suivantes y sont déposées : Augustins, Bénédictins, Capucins, Grands-Carmes, Petits-Carmes de la ville, Petits-Carmes des Chartrons, Chartreux, Cordeliers, Feuillants, Jacobins, religieux de la Merci, des Minimes et des Récollets.

### Création et développement de la bibliothèque municipale (1800-1991)

#### Création et premier essor (1800-1891)
En 1800, Monbalon cherche à prélever, pour la bibliothèque centrale de Bordeaux, les documents conservés dans les dépôts du département (Lesparre, Pauillac, Bourg, Libourne, La Réole, Bazas et Cadillac) Réclamés par les sous-préfectures pour l'établissement de bibliothèques locales, ces dépôts sont parfois mal gardés, et Monbalon se heurte aux difficultés de transport et aux retards administratifs (le dépôt le plus important, celui de Cadillac, n'arrivera qu'en 1806). A Bordeaux, les bibliothèques de l'ancien Séminaire, des couvents des Carmes et des Capucins, une partie de celle des Bénédictins de la Grande-Sauve et de divers autres couvents servent en 1801 à créer les bibliothèques de l'Archevêché et du Grand Séminaire, à partir de 19294 volumes du Dépôt des Feuillants. Les bibliothèques du Lycée, de la Préfecture et de l'Institution des Sourds-Muets reçoivent aussi 16000 volumes. Le décret du 28 janvier 1803 attribue à la municipalité de Bordeaux la surveillance et l'entretien de la bibliothèque, toujours située dans l'hôtel Jean-Jacques Bel, allées de Tourny. Monbalon réclame alors les ressources nécessaires à l'entretien de la bibliothèque. De juin à septembre 1805, il organise la vente des doubles. Il établit le catalogue et, en 1807, il fait revenir de Paris l'Exemplaire de Bordeaux. 
En avril 1830, Monbalon prend sa retraite et est remplacé par M. François Chalu, alors aide-bibliothécaire. Compromis en politique, ce dernier est remplacé le 18 octobre 1830 par M. Jouannet, président de l'Académie. Le 6 octobre 1824, l'Ordonnance de Charles X avait prescrit l'impression du catalogue aux frais de l’Etat : les 5 volumes imprimés entre 1830 et 1850 font de Bordeaux l’une des premières villes de France à publier le catalogue de la totalité de ses collections. Décédé le 18 avril 1845, M. Jouannet ne peut être remplacé par M. Noé, pourtant actif depuis 40 ans à la bibliothèque : c'est Jean-Isidore Delas qui est nommé bibliothécaire de la Ville le 24 avril 1845. Suivent Pierre-Calixte Dupont (1855-1859) ; Jean-Baptiste Gergerès (1859-1869), auteur d'une première histoire de la bibliothèque et qui reçoit le don du château Latresne en 1865 ; J. Hector Messier (1869-1885), qui acquiert le fonds Lamontaigne en 1884 ; et enfin Raymond Céleste (1890-1912), lui aussi auteur d'une histoire de la bibliothèque et contemporain du premier déménagement.

#### La bibliothèque Mably (1892-1991)

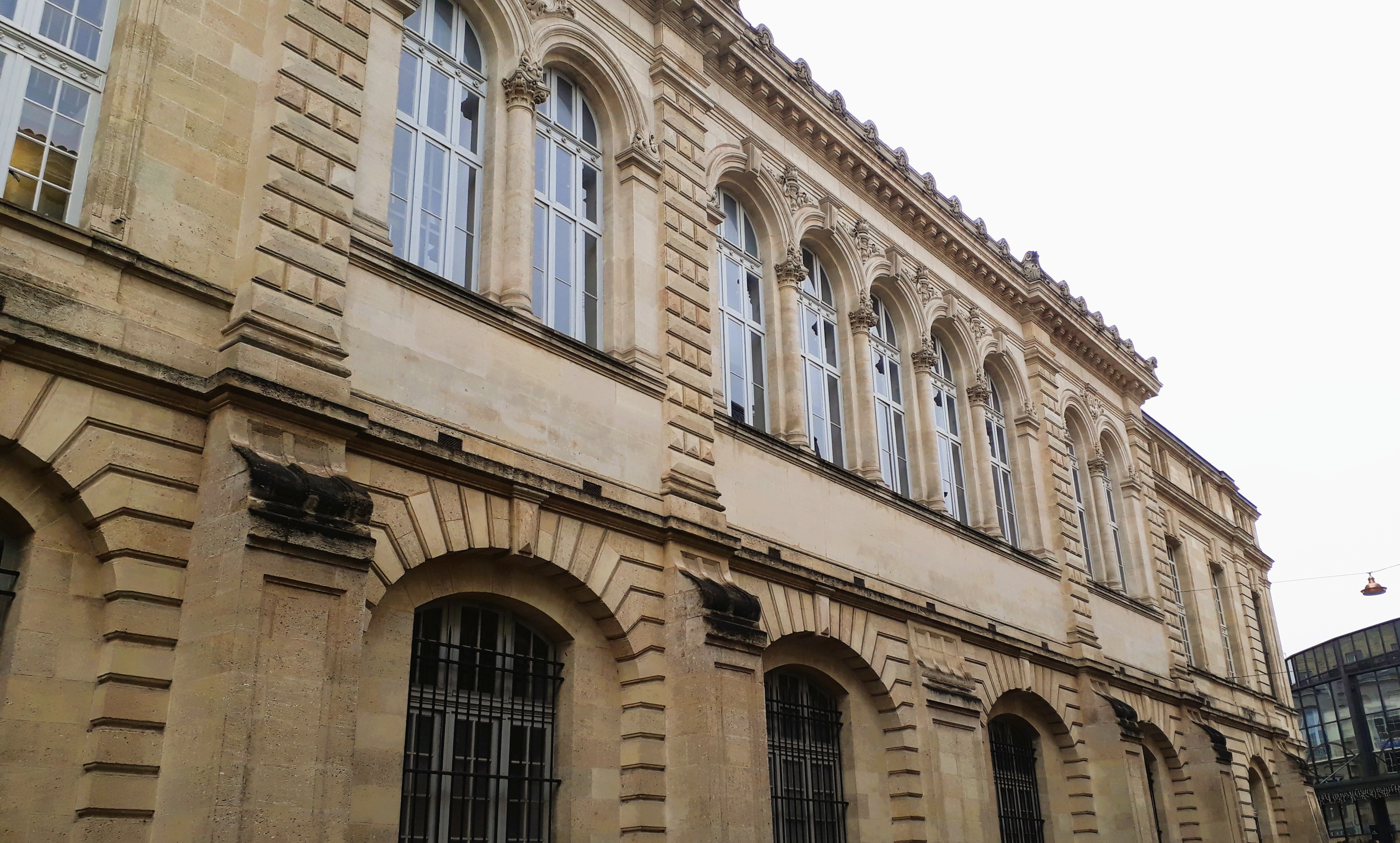
Ancienne bibliothèque municipale, construite par Charles Durand en 1883.

Le 14 décembre 1891, la bibliothèque s'installe dans le bâtiment du couvent des Dominicains réaménagé par l'architecte Charles Durand, Cour Mably. En mai 1892, trois plaques en marbre sont installées par la mairie rappelant l'historique de la bibliothèque. Elle s'enrichit d'achats, de dons et de legs, notamment les dons Jules Delpit et Charles Roullet en 1894. Le 21 mai 1898 s'opère le transfert des collections du Grand Théâtre à la bibliothèque : partitions, livrets d’opéras et brochures de théâtre, pour la plupart manuscrits. Enfin, la loi du 7 juillet 1904 conduit à la confiscation des bibliothèques ecclésiastiques, et a pour conséquence une nouvelle arrivée de nombreux volumes en provenance des congrégations religieuses et des séminaires fermés.
Le rangement des collections imprimées en magasins selon la classification des libraires est abandonnée. Les bibliothécaires suivants sont François Gebelin (1912-1916), Jean de Maupassant (1916-1927) et Henri Teulié (1929-1934), qui organise une exposition pour le 4e centenaire de Montaigne en 1933 et publie un catalogue. La loi du 20 juillet 1931 opère le classement des bibliothèques publiques ; les décrets d’applications du 27 avril 1933 aboutissent à la nomination d’un bibliothécaire et d’un bibliothécaire adjoint par le Ministère. André Masson (1934-1947) entreprend un travail de modernisation. En décembre 1936, la bibliothèque fait partie des 37 bibliothèques classées de France. Avec Julien Cain, Masson fait l'acquisition d'une partie des manuscrits de Montesquieu, vendus en 1939 à l'Hôtel Drouot, dont ceux des Pensées, du Spicilège et plusieurs centaines de lettres. Il assurera l'édition complète des œuvres de Montesquieu de 1950 à 1955 et publiera une biographie de Nicolas Beaujon. Avec Denise Deyries, sa collègue puis épouse, il assure le signalement des documents dans un catalogue sur fiches, organise les expositions du 2e centenaire de la bibliothèque et ouvre une première bibliothèque de quartier, cours Pasteur, en 1944, premier jalon du réseau des bibliothèques de Bordeaux.
Louis Desgraves (1947-1970) poursuit en effet la politique d'ouverture d'André Masson de 1947 à 1970. Sous l'égide du maire Jacques Chaban-Delmas, il dote Bordeaux d'un réseau de lecture publique innovant à l'époque : 2 bibliobus urbains et 13 bibliothèques de quartier fonctionnent en 1970, dont une bibliothèque jeunesse ouverte dès 1949 (une des premières de France, déjà envisagée par André Masson).
Au début des années 1960, Louis Desgraves transforme la bibliothèque centrale de la rue Mably, qui est agrandie, rénovée et dotée d'une salle d'expositions. De plus, il oriente les autorités municipales vers la construction d'une nouvelle bibliothèque, projet qui aboutira en 1991 alors qu'il occupera d'autres fonctions. Au cours de son mandat de directeur, les dons des bibliothèques encyclopédiques des bibliophiles Auguste Pujolle (1962) et Jean-Paul Duhart (1966) enrichissent considérablement les fonds.
Le numismate Jacques Yvon (1971-1979) succède à Desgraves lorsque ce dernier est nommé Inspecteur des bibliothèques et ouvre une annexe dans le quartier des Aubiers, future bibliothèque Bordeaux-Lac. Il développe les fonds patrimoniaux et leur conservation. Il est très affecté par le vol du Médaillier municipal, confié à la bibliothèque municipale en 1959 (les éléments restants seront réorientés au musée d'Aquitaine en 2017). Il réceptionne le don Elie Faure en 1976 mais, malade, il doit quitter ses fonctions en 1980. Pierre Botineau mènera à terme le déménagement de Mably à Mériadeck. Il reçoit le dépôt du fonds de la Chambre de commerce et d'industrie de Bordeaux (CCI) en 1984, dépôt de 35000 vol. qui sera transformé en don en 2015, ainsi que le don d'une nouvelle bibliothèque encyclopédique, celle de Paul Mikhelovitch, en 1989.
Le 20 juin 1991 est ouverte la bibliothèque centrale de Mériadeck. Elle présente une surface de 27 000 m2 (9 000 m2 accessibles au public) et stocke environ 1,3 million de documents, dont plus de 500 000 appartiennent aux fonds anciens, rares et précieux.

#### Le réseau des bibliothèques de quartier (1944-1991)
Les neuf premières bibliothèques de quartier ont été créées entre 1944 et 1955. D'abord la bibliothèque Pasteur (1944-1992), située cours Pasteur, à la place d'une ancienne bibliothèque populaire, puis les suivantes évoquées ici  :
« Sous l'impulsion de son maire, M. Chaban-Delmas, et de son adjoint à l'Instruction publique, M. Deymes, la ville de Bordeaux a mis sur pied, à partir de 1948, un vaste programme de lecture publique urbaine. La réalisation de ce programme s'est manifestée par l'ouverture, entre 1948 et 1955, de huit nouvelles bibliothèques de prêt : bibliothèque de La Bastide, en 1948; bibliothèque des jeunes, en 1949; bibliothèque de la rue Son-Tay, en 1953; bibliothèque de Saint-Augustin, en 1954; bibliothèques de la rue Quintin, de Claveau, de La Benauge et de la rue Mably, en 1955. (...) En 1953, apparaît la bibliothèque Son Tay. Implantée derrière la gare St-Jean, dans un ancien quartier d’émigration cochinchoise, elle comporte uniquement à l’origine une section adultes. En 1960, une section jeunesse est intégrée. En 1976, on procède à une extension de ses locaux, dans la foulée de la réfection des Bains-Douches voisin et de l’ouverture d’une consultation de la DDASS à proximité. Entourée par un foyer de personnes âgées et une salle des fêtes (au nord), elle est située à proximité d’un Centre de Formation d’Apprentis et d’un espace “Restos du cœur”. Le “quartier” dans lequel elle s’insère, marqué par le déclin démographique dans les années 1980-1990, connaît depuis des problèmes sociaux importants, notamment la précarité, la drogue et la prostitution »
Ces premières bibliothèques de quartier ont été fermées, profondément remaniées ou remplacées au fil du temps. La bibliothèque Quintin, en activité de 1955 à 1991, est située face à l'hôpital Charles Perrens, elle est remplacée par la bibliothèque Tauzin, elle-même devenue un relais-lecture dépendant de la bibliothèque Saint-Augustin (il sera remplacé par un arrêt du bibliobus en 2018). La bibliothèque Claveau, en activité de 1955 à 1964, est située dans l'ancien Château Blondeau modernisé ; ses fonds ont été transférés à la bibliothèque Bacalan à l'ouverture de cette dernière. La bibliothèque Carle Vernet, en activité de 1960 à 1992 (?) est située derrière la gare (elle sera remplacée par la bibliothèque Flora Tristan en 2013). Enfin, la bibliothèque de Vilaris, en activité de 1964 à 1988, sera remplacée par la bibliothèque Saint-Michel.

## Organisation des bibliothèques de Bordeaux

### Un réseau dans la ville
La bibliothèque municipale de Bordeaux est un réseau de 11 établissements de lecture publique. Son catalogue en ligne intègre les documents de ces établissements, mais aussi ceux des bibliothèques des établissements culturels de Ville de Bordeaux : les Archives de Bordeaux Métropole, qui prennent en charge les archives de la Ville de Bordeaux, le Conservatoire de musique Jacques Thibaud, la bibliothèque du Jardin botanique et celle du musée d'Aquitaine.

La bibliothèque Mériadeck est la bibliothèque centrale, située dans le quartier Centre-ville / Mériadeck, depuis 1991.

Bibliothèque Mériadeck
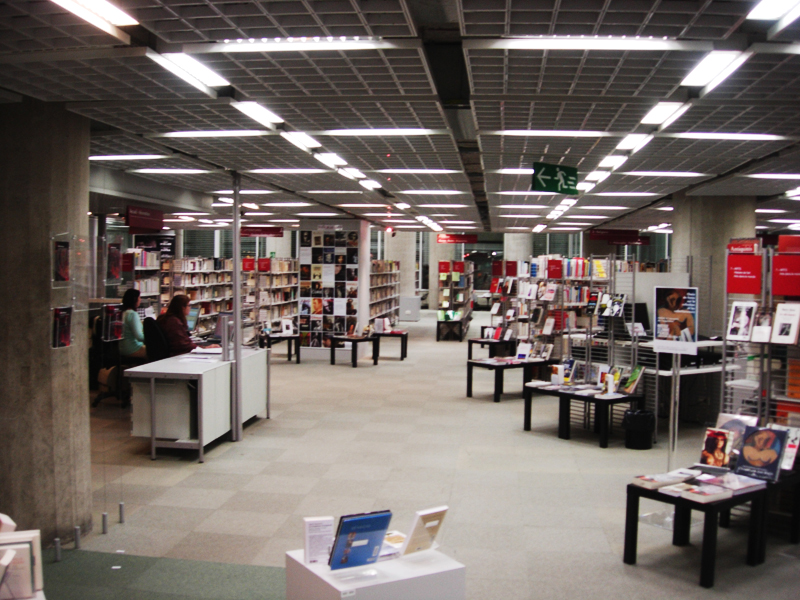
Intérieur.

La bibliothèque de La Bastide, installée dans le quartier de La Bastide, depuis 1948. Première bibliothèque de la rive droite, installée dans la maison cantonale, elle a fusionné avec la bibliothèque de la Benauge, créée en 1959, installée en 1977 dans un centre commercial et agrandie en 1988. Le centre commercial a été détruit à la fin des années 1990 et la bibliothèque de nouveau nommée bibliothèque de la Bastide.

Bibliothèque de la Bastide
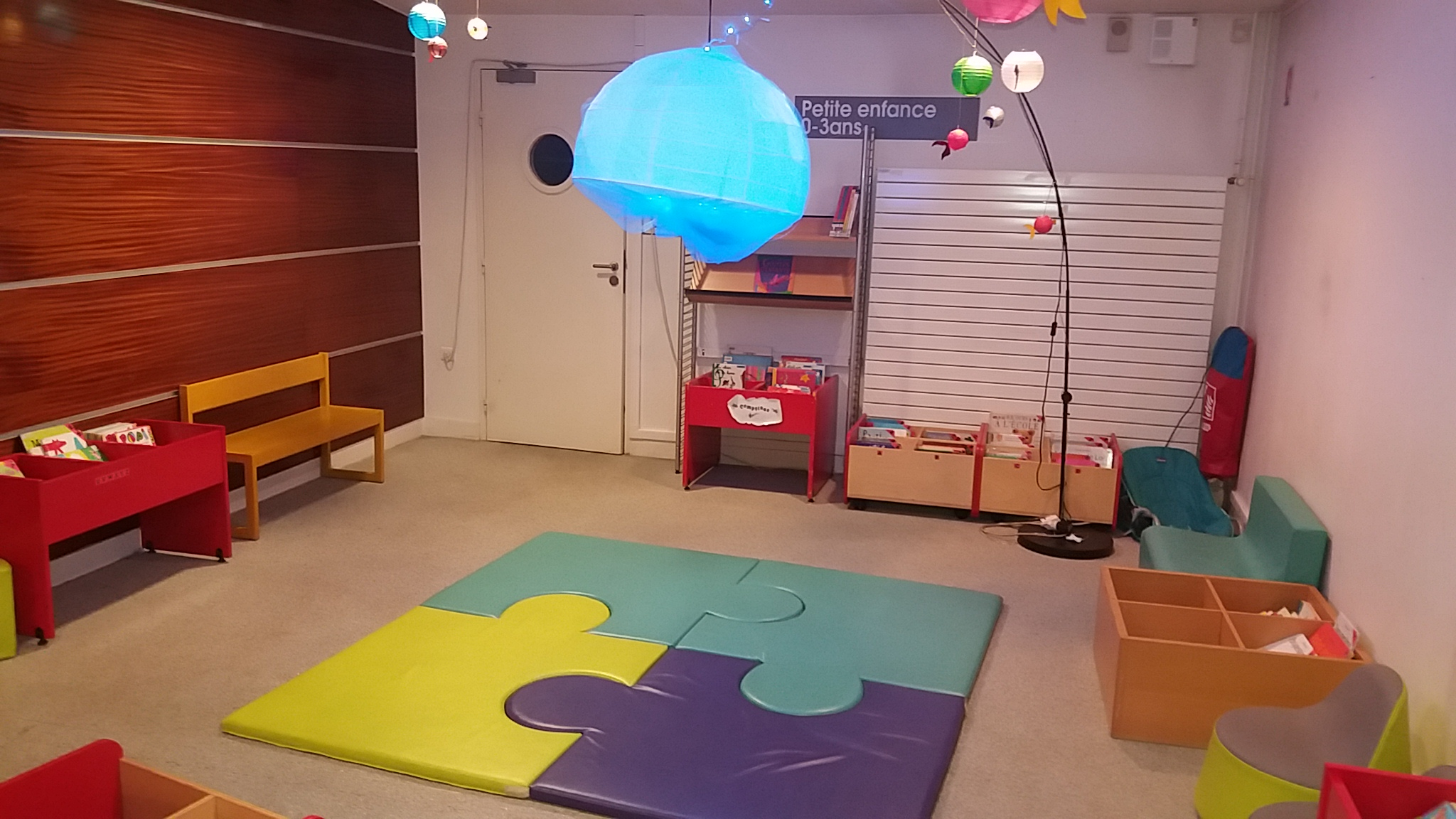
Espace tout-petits
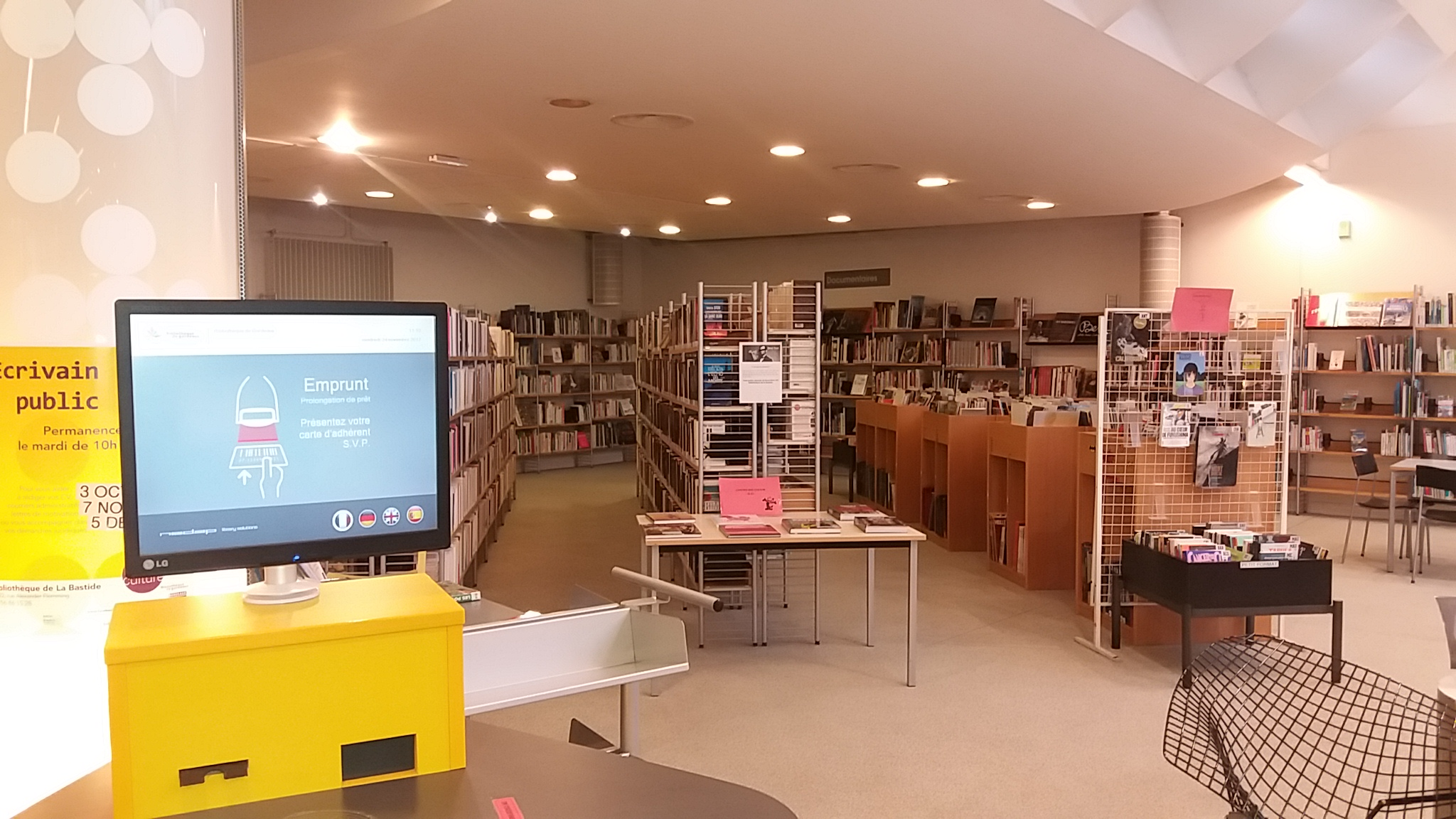
Collections

La bibliothèque du Jardin public, dans le quartier Chartrons - Grand Parc - Jardin Public existe depuis 1949. D'abord nommée "bibliothèque des jeunes", elle est la première bibliothèque d'Aquitaine à s'intéresser aux enfants, dans la lignée de la Bibliothèque de l’Heure Joyeuse à Paris. Elle est installée dans un édifice du XVIIIe siècle, une ancienne orangerie qui jouxte l'Hôtel des Sociétés savantes. Réaménagée en 1987, elle est toujours spécialisée dans le secteur jeunesse et située dans l'enceinte même du Jardin Public.

Bibliothèque du Jardin public
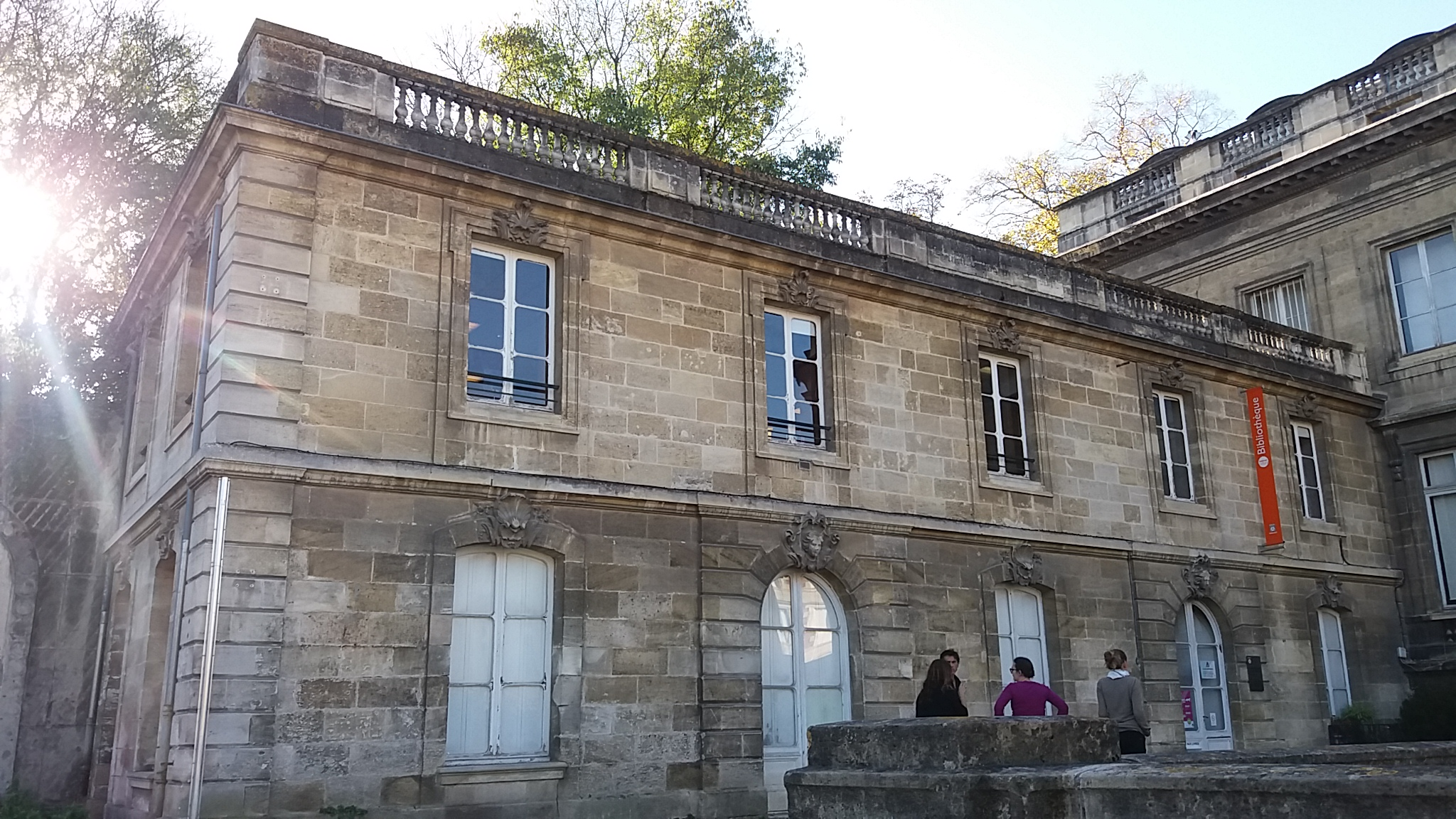
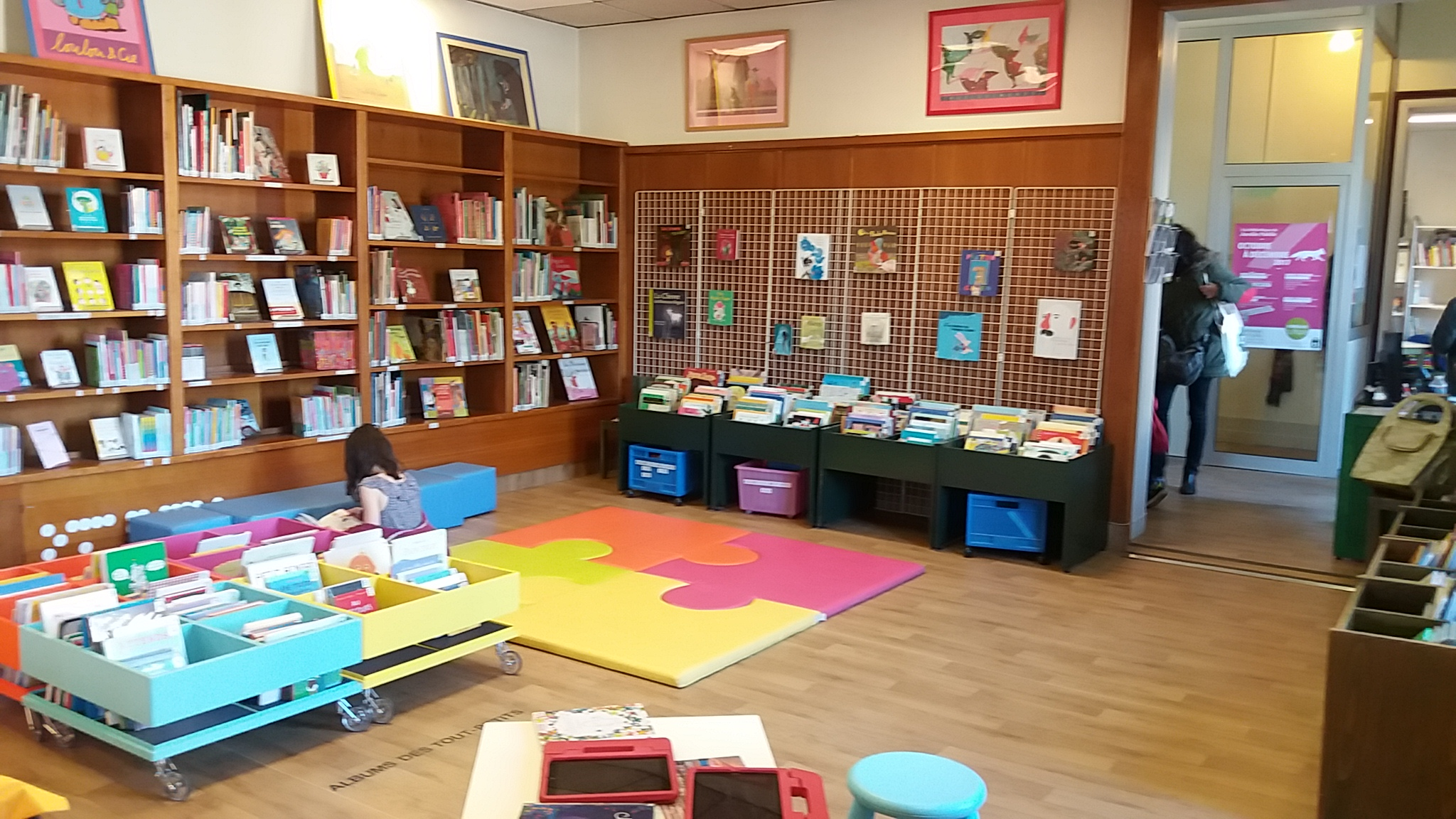
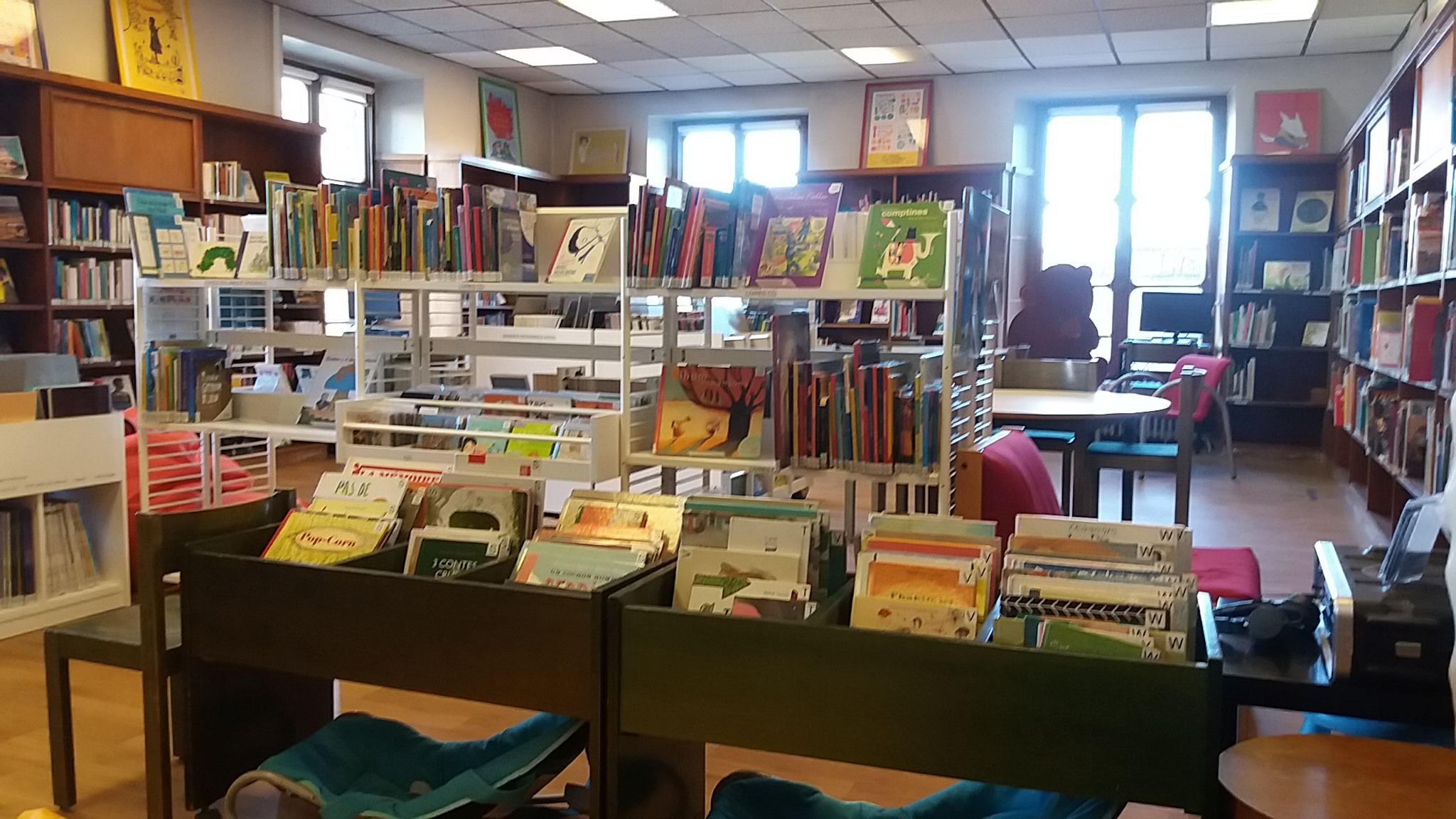

La bibliothèque Jean de La Ville de Mirmont, dans le quartier Saint-Augustin - Tauzin - Alphonse Dupeux. D'abord installée dans un centre commercial en 1954, puis déménagée dans la nouvelle maison de quartier entre 1983 et 1985 (ancienne salle municipale Saint-Augustin), elle a été agrandie et renommée bibliothèque Jean de la Ville de Mirmont en 2013. Elle gérait le Relais-lecture Lire à Tauzin, qui lui était rattaché, jusqu'au 27 juillet 2018. Ce relais a fermé faute de fréquentation et sera remplacé par une desserte du bibliobus.

Bibliothèque Jean de la Ville de Mirmont
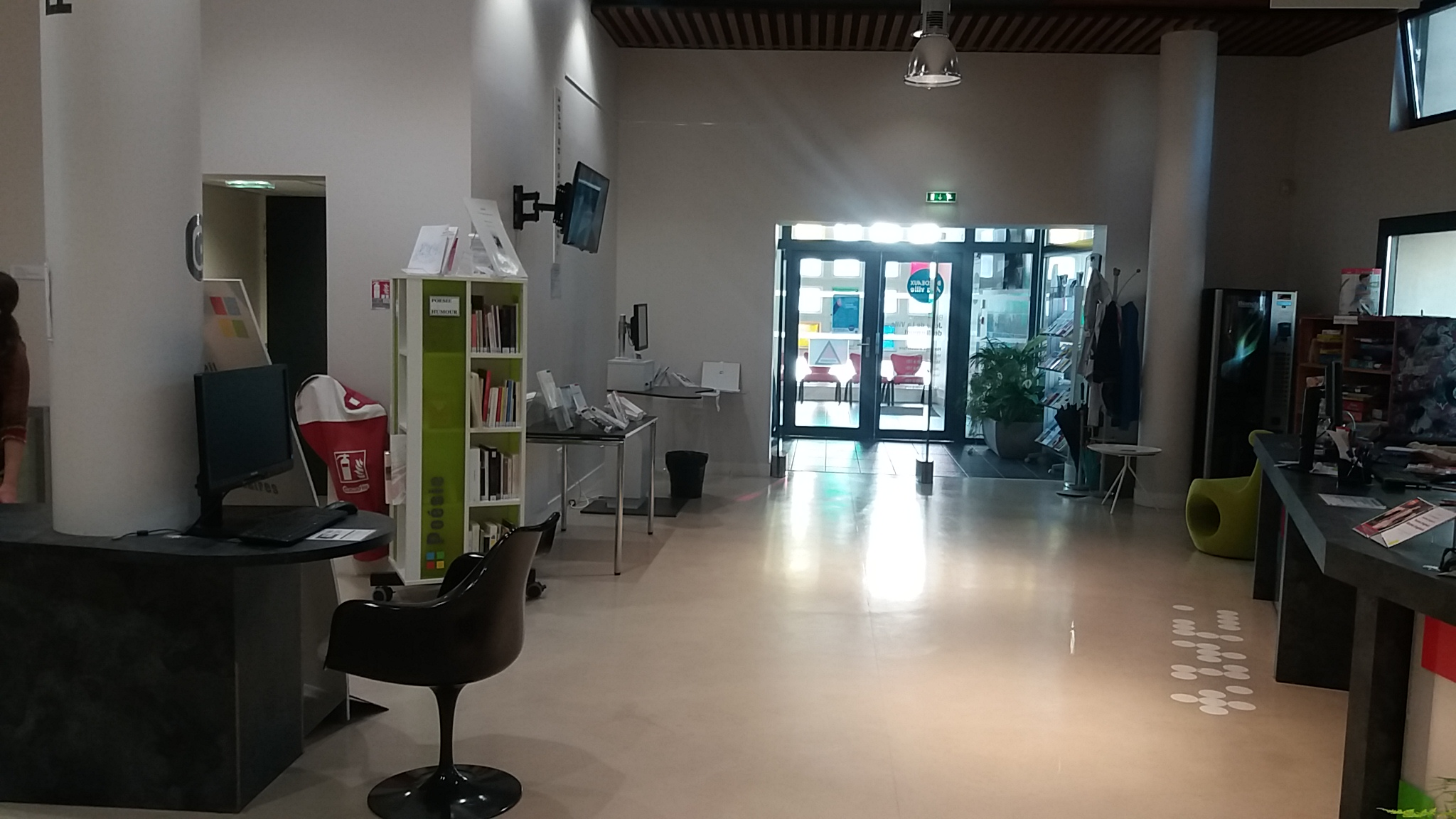
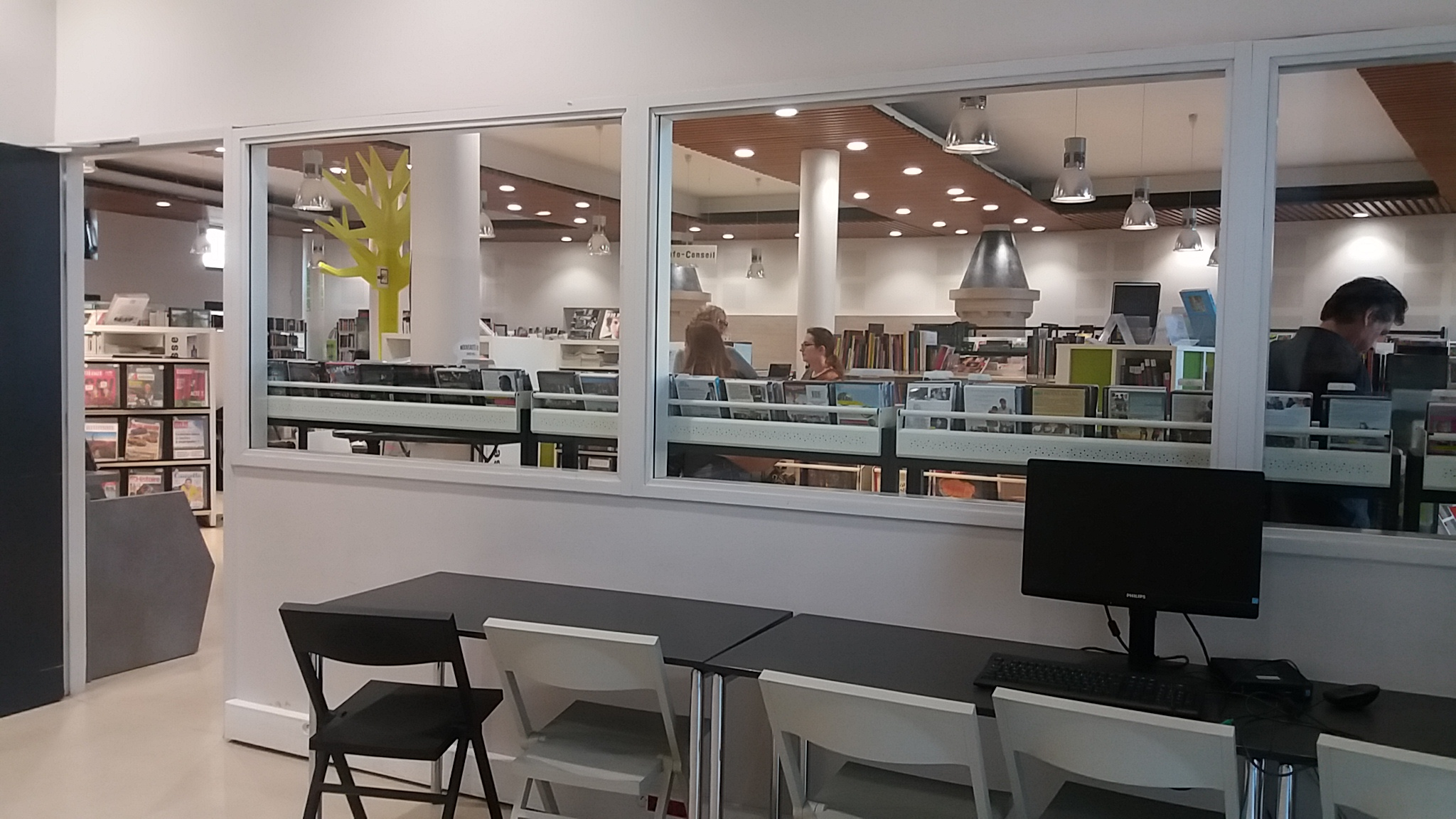

Le premier bibliobus date de 1963. À l'époque, un ancien autobus Renault R. 4210 avait été réaménagé. La bibliothèque mobile s'arrête aux emplacements suivants : Avenue Bel Air, Cours Saint Louis, Marché Stéhelin, Parc bordelais, Place des Martyrs de la Résistance (Caudéran), Place Nansouty, Place Paul Doumer, Rue Serr ce qui lui permet d'aller à la rencontre des lecteurs éloignés des autres bibliothèques de la ville.

La bibliothèque mobile
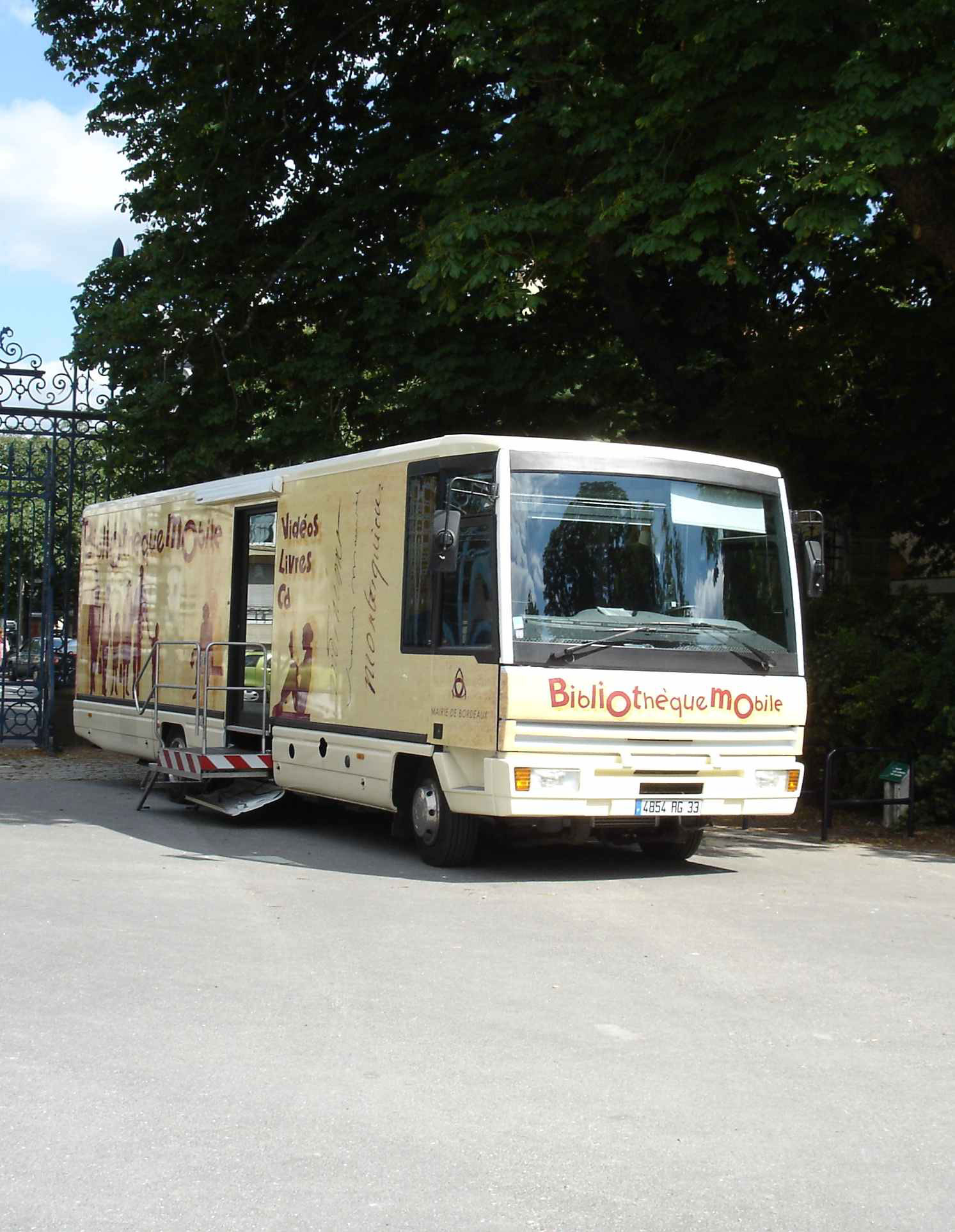

La bibliothèque Bacalan, dans le quartier de Bordeaux Maritime / Bacalan, existe depuis 1964 et occupe un bâtiment rénové en 1983. Située entre le Pont d'Aquitaine et les Bassins à flot, elle a accompagné le développement culturel du quartier ouvrier de la Cité lumineuse (barre d'immeuble détruite en 1997). Son rôle social reste important, et le lien aux associations très dynamique.

Bibliothèque Bacalan
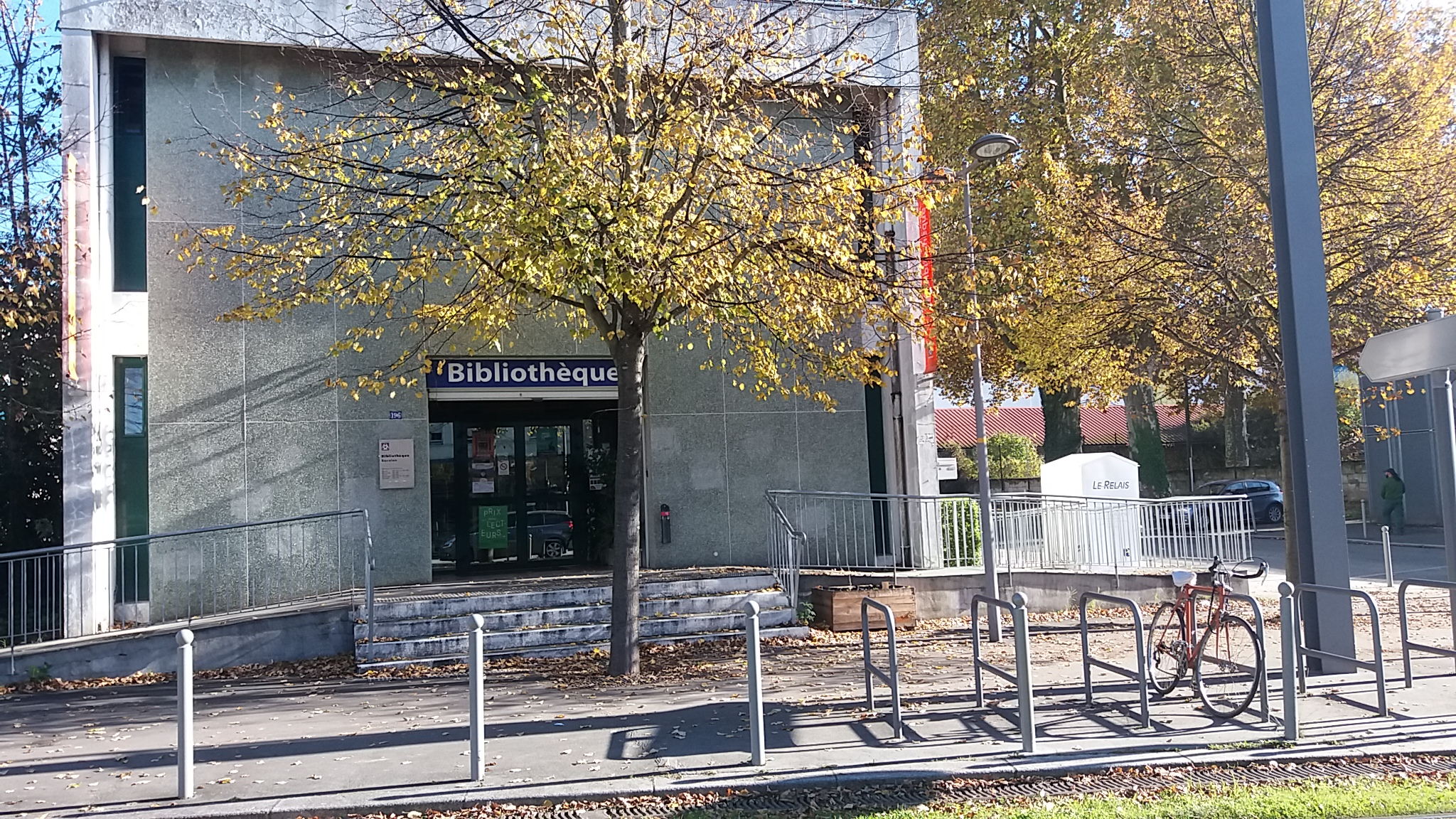
Façade
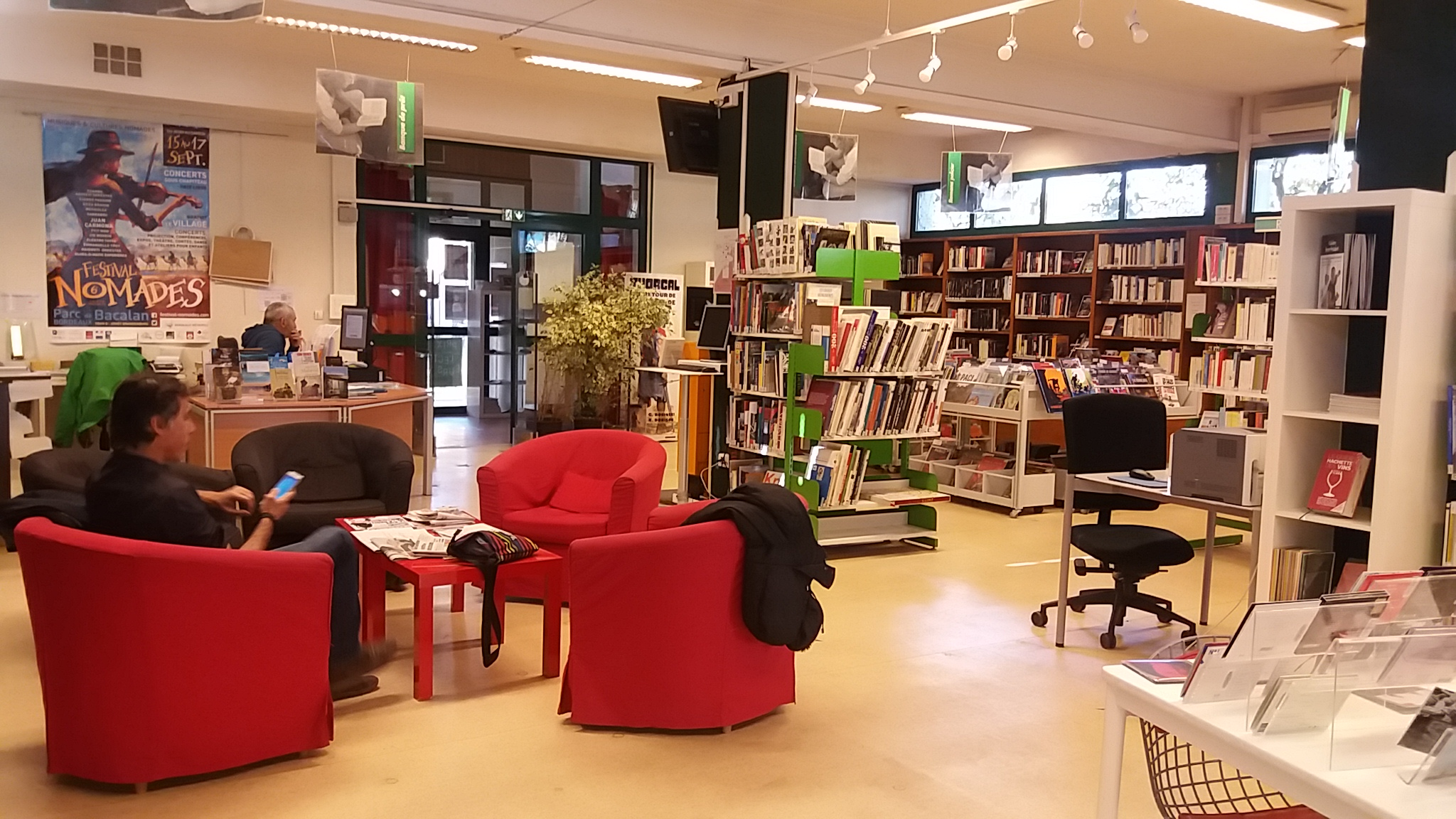
Entrée
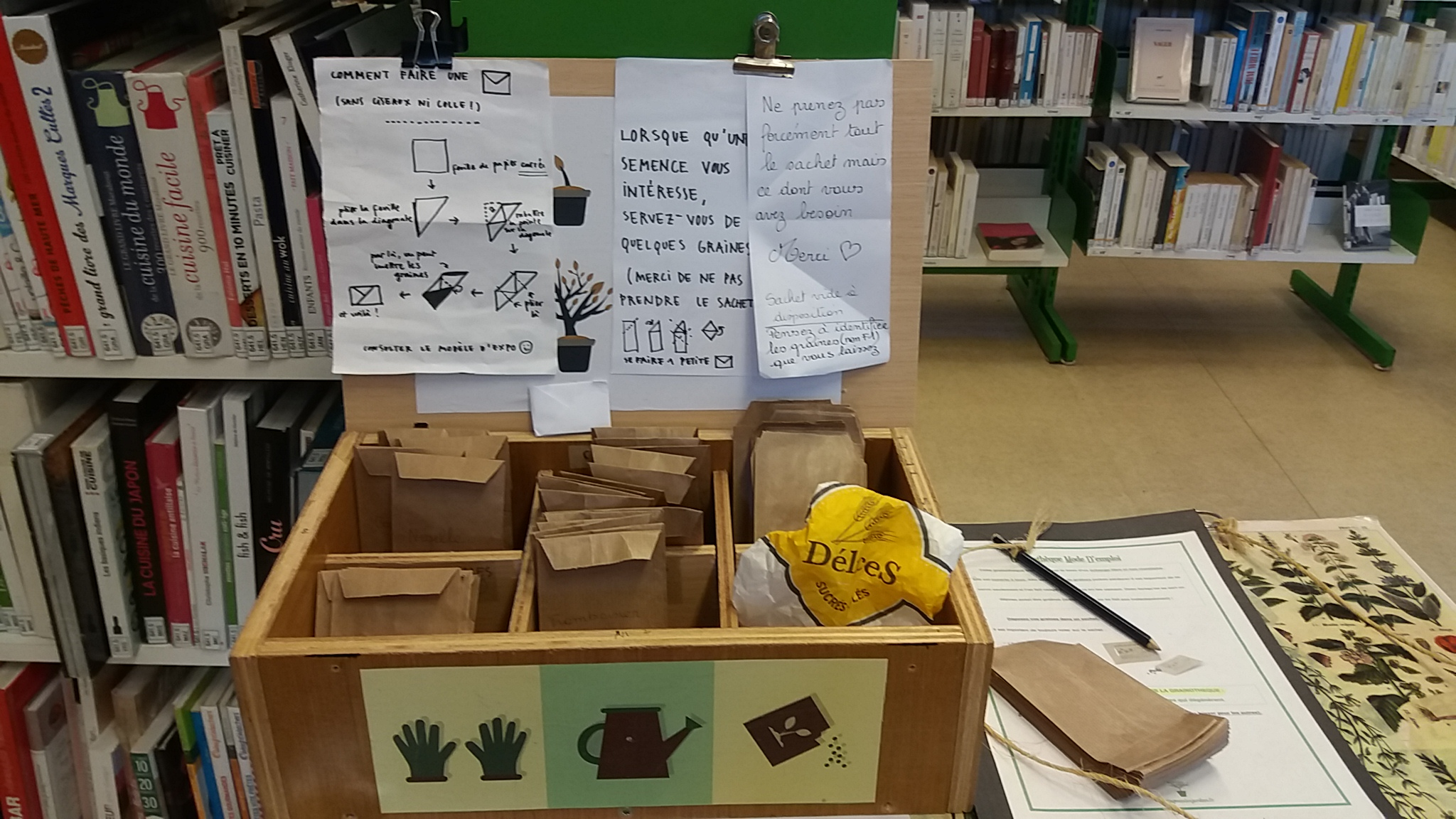
Grainothèque

La bibliothèque du Grand Parc, dans le quartier Chartrons - Grand Parc - Jardin Public, existe depuis 1969. Elle a été longtemps la tête de réseau de la lecture publique à Bordeaux, après le rôle moteur joué par la bibliothèque de la rue Mably. Rénovée entre 1992 et 1994, elle a noué un partenariat avec la Maison de l'emploi de Bordeaux et comprend donc un point de création de l'entreprise avec des collections spécialisées, une base de données et un intervenant de la Maison de l'emploi.

Bibliothèque du Grand Parc
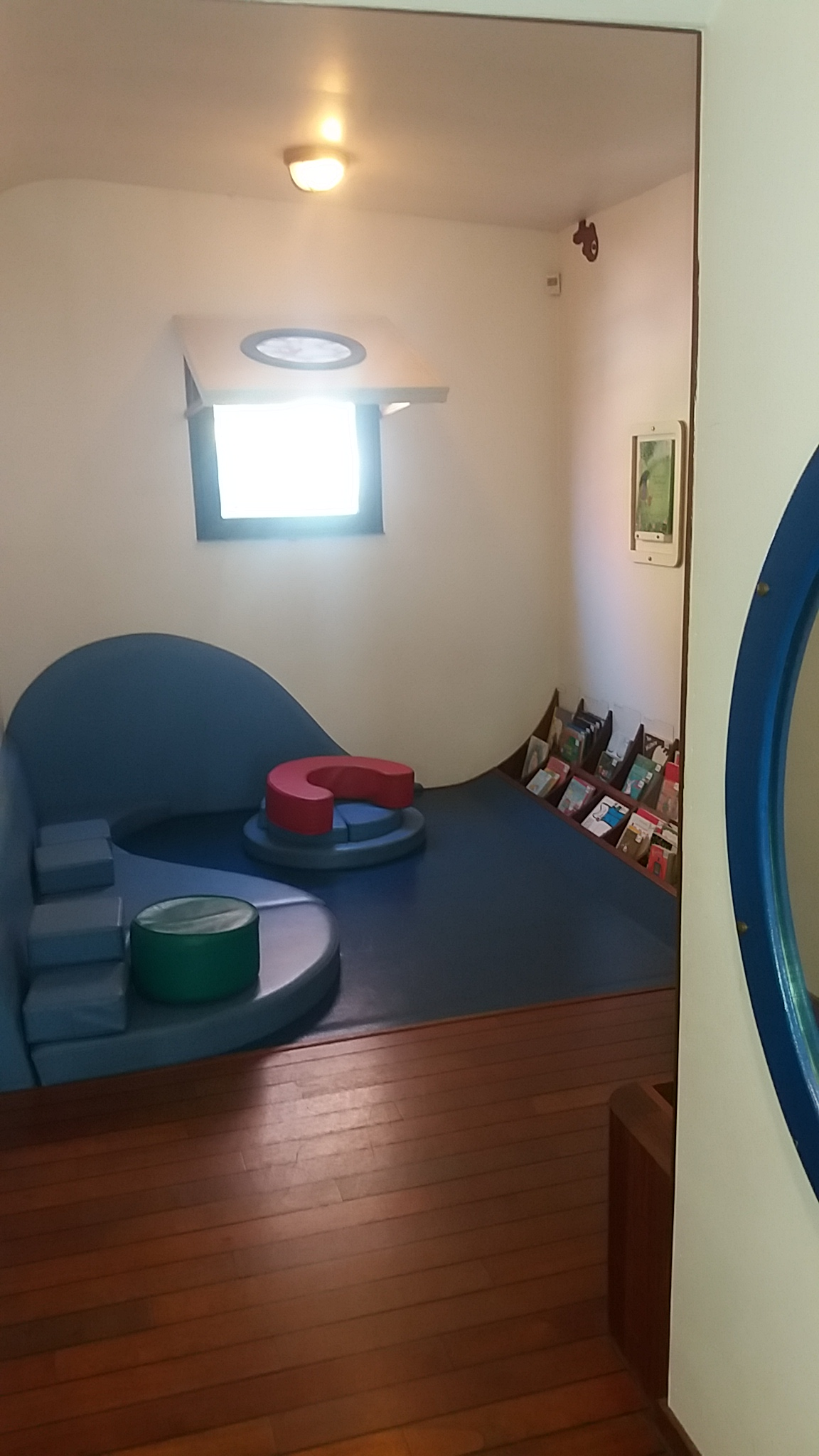
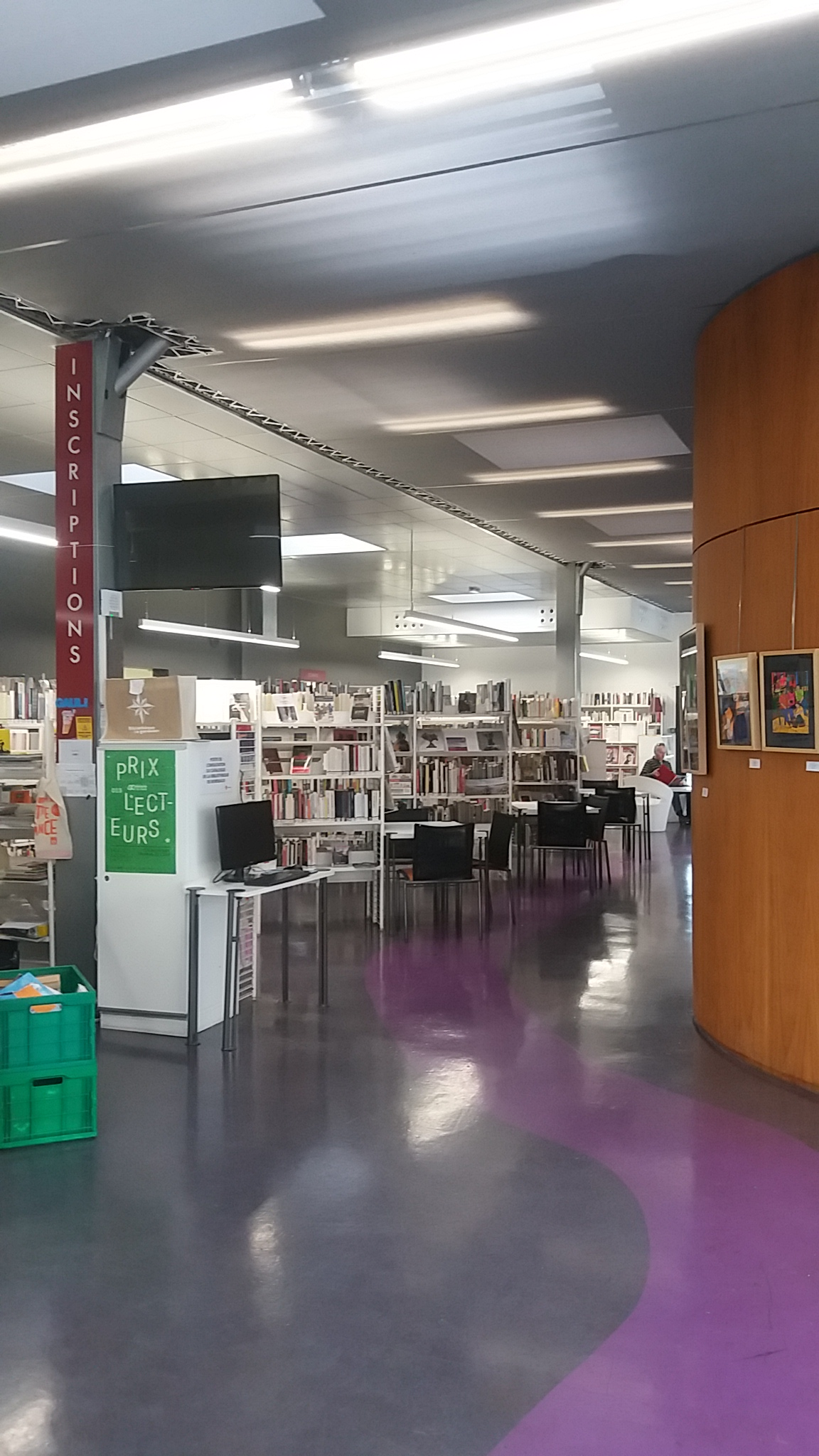

La bibliothèque de Bordeaux-Lac, dans le quartier de Bordeaux Maritime / Bordeaux-Lac, existe depuis 1975. Sa première implantation comme "Bibliothèque des Aubiers" sur la dalle piétonnière d'une cité a été un échec, elle a été réinstallée dans un ancien centre commercial en 1984 et renommée. La bibliothèque Capucins / Saint-Michel, dans le quartier Bordeaux Sud / Saint-Michel, existe depuis 1988. Tout comme la bibliothèque du Grand Parc elle est en partenariat avec la Maison de l'emploi de Bordeaux. Enfin, la bibliothèque Flora Tristan s'est installée dans le quartier Bordeaux sud / Belcier en 2013, et la bibliothèque Pierre Veilletet dans le quartier Cauderan depuis 2019. Les premiers projets de construction sont apparus au milieu des années 1970, mais c'est la desserte par le bibliobus qui lui a été préférée pendant plusieurs décennies. D'une superficie de 1 600 m2, c'est la plus grande des bibliothèques de quartier.

### Les services
[à développer]

#### Consultation
La consultation sur place est libre et ouverte à tous. Le numéro de la carte de lecteur donne droit à réserver des documents déjà empruntés via le portail, et offre un accès à des ressources à distance sur le site des médiathèques de la métropole, Bib en ligne.

#### Prêt
Pour le prêt, ouvert à 15 documents pour un mois, renouvelable une fois, et pour accéder à certains autres services (réservation d'un poste informatique, accès à la salle du Patrimoine, consultation de documents sur place...) une carte est établie gratuitement sur présentation dune pièce d'identité. Un système de prêt entre bibliothèques, gratuit, permet d'acheminer des documents provenant d'autres bibliothèques du réseau dans sa propre bibliothèque de quartier. Depuis 2017, les échanges réseau sont expérimentés avec une bibliothèque de la Métropole de Bordeaux, celle du Bouscat.

### Les bibliothèques éphémères
À partir de 2011, la Bibliothèque municipale de Bordeaux développe les biblio. (prononcer bibliopoint) : des bibliothèques éphémères installées dans des lieux fréquentés, conçues comme des lieux modulables atypiques et conviviaux et permettant l’expérimentation de nouveaux dispositifs de médiation fondés sur les attentes du public. À mi-chemin entre l’action hors-les-murs traditionnelle et le concept, alors encore nouveau, de troisième lieu, les biblio. permettent à la bibliothèque de renouveler son image et de toucher de nouveaux publics.
La première biblio. est le biblio.bato. Installé dans l’I.boat, un ancien ferry amarré au quai des Bassins à flot, dans le quartier de Bacalan, et transformé en salle de concert / restaurant, le biblio.bato est ouvert d’octobre 2011 à juin 2012. Conçu pour toucher un public jeune et urbain, l’ambiance du biblio.bato met le street-art à l'honneur. L’offre documentaire est axée sur les bandes-dessinées et les revues. Pour la première fois dans les bibliothèques de Bordeaux, des jeux vidéo sont mis à disposition sur les principales consoles du marché. Véritable extension du réseau des bibliothèques de Bordeaux, on peut s'y inscrire, emprunter ou rendre des documents, faire des réservations. Le soir, les bibliothécaires remballent tout le matériel dans de grandes armoires mobiles spécialement conçues pour l’occasion afin de laisser la place libre aux événements de la soirée.
Dès l’été 2012 est expérimenté le biblio.sport. Il est installé au cœur du Quai des Sports, un dispositif de la Ville de Bordeaux ouvert du 14 juillet au 15 août dans le Parc des sports Saint-Michel, sur les quais, qui propose des activités sportives et ludo-éducatives gratuites pour tous. Installé sous tente, le biblio.sports propose toujours des sélections de documents (surtout albums et bandes-dessinées, revues et guides touristiques), mais ne permet pas de s’inscrire ou d’emprunter/rendre des documents. Il propose également de nombreuses activités centrées autour du jeu, et notamment du jeu vidéo. Rencontrant au fil des années un succès grandissant, particulièrement auprès des jeunes du quartier qui fréquentent assidûment le Quai des Sports, le biblio.sports a été reconduit chaque été depuis 2012.

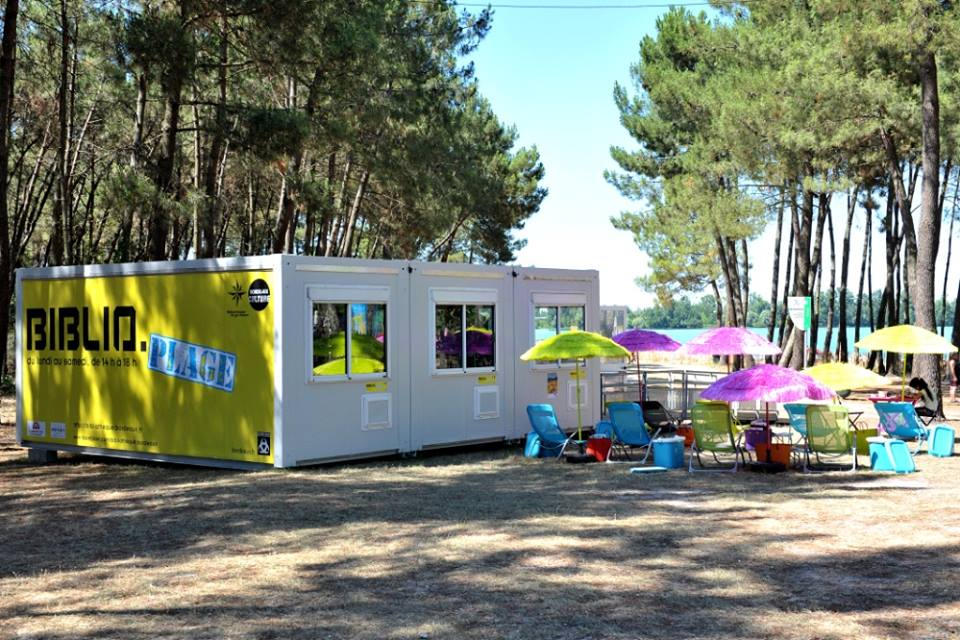
Biblio.plage sur la plage du lac de Bordeaux

Le biblio.plage ouvre à l’été 2016 aux abords de la plage du lac de Bordeaux, dans le nord de la ville. Installé dans des algécos sous les grands pins qui bordent le lac, l’ambiance du biblio.plage se veut calme et détendue. Un public varié et inter-âges y vient pour se détendre et profiter des documents sélectionnés par les bibliothécaires. Un programme d’activités ludiques est également proposé aux plus jeunes. Le biblio.plage a été reconduit chaque été depuis 2016, et annulé en 2020 en raison de la pandémie.

## Mission patrimoniale
Le patrimoine de la bibliothèque municipale de Bordeaux, bibliothèque classée et dépositaire du dépôt légal imprimeur (DLI), comprend trois grands ensembles : le fonds ancien, rare et précieux ; le fonds régional, constitué progressivement en complémentarité avec les autres bibliothèques municipales patrimoniales de la région Aquitaine ; les ouvrages imprimés dans la région, via le dépôt légal imprimeur (DLI).

### Les fonds anciens, rares et précieux
La bibliothèque municipale de Bordeaux remplit une mission de conservation, d'enrichissement et de communication de collections de documents anciens, rares et précieux sur tous supports et de toutes époques. Ils sont issus de la bibliothèque de l'Académie nationalisée, des diverses confiscations révolutionnaires et de 1905, ce qui explique son statut de bibliothèque municipale classée. Elles sont enrichies régulièrement grâce à des achats, des dons et legs et représentent environ 500 000 documents.

#### Trésors de la bibliothèque
Parmi les trésors de la bibliothèque, la Bible de l'Abbaye de La Sauve-Majeure, conçue dans le scriptorium de l'Abbaye du Mont-Saint-Michel entre 1070 et 1090. Elle a été la propriété de l’Abbaye Saint-Sauveur de Redon, puis de l'Abbaye de La Sauve-Majeure. Après la Révolution, elle passe dans les mains d'un collectionneur anglais, Sir Thomas Phillipps, et ses héritiers la vendent à la Bibliothèque municipale de Bordeaux en 1886. La Bible est illustrée de nombreuses lettrines :

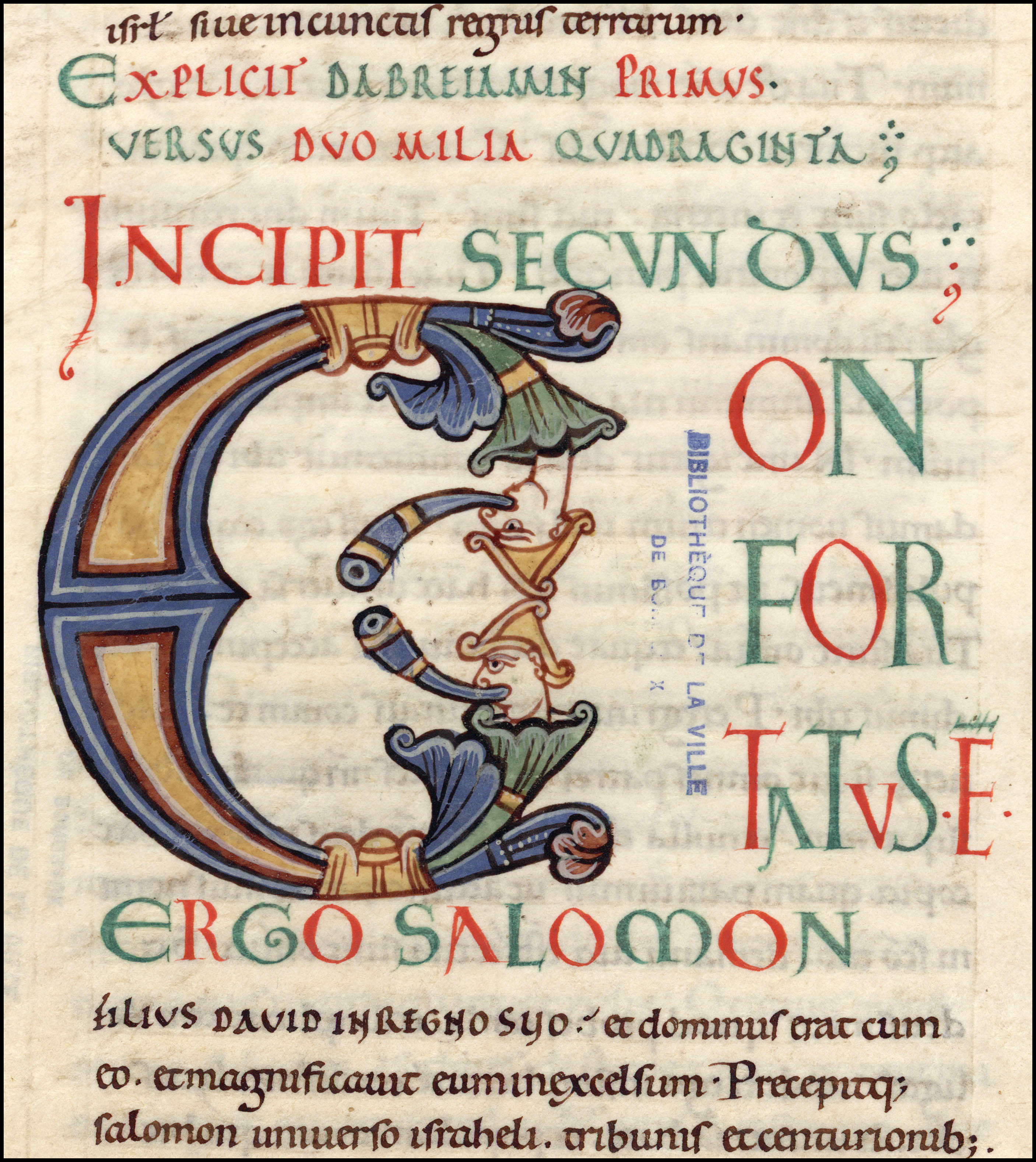
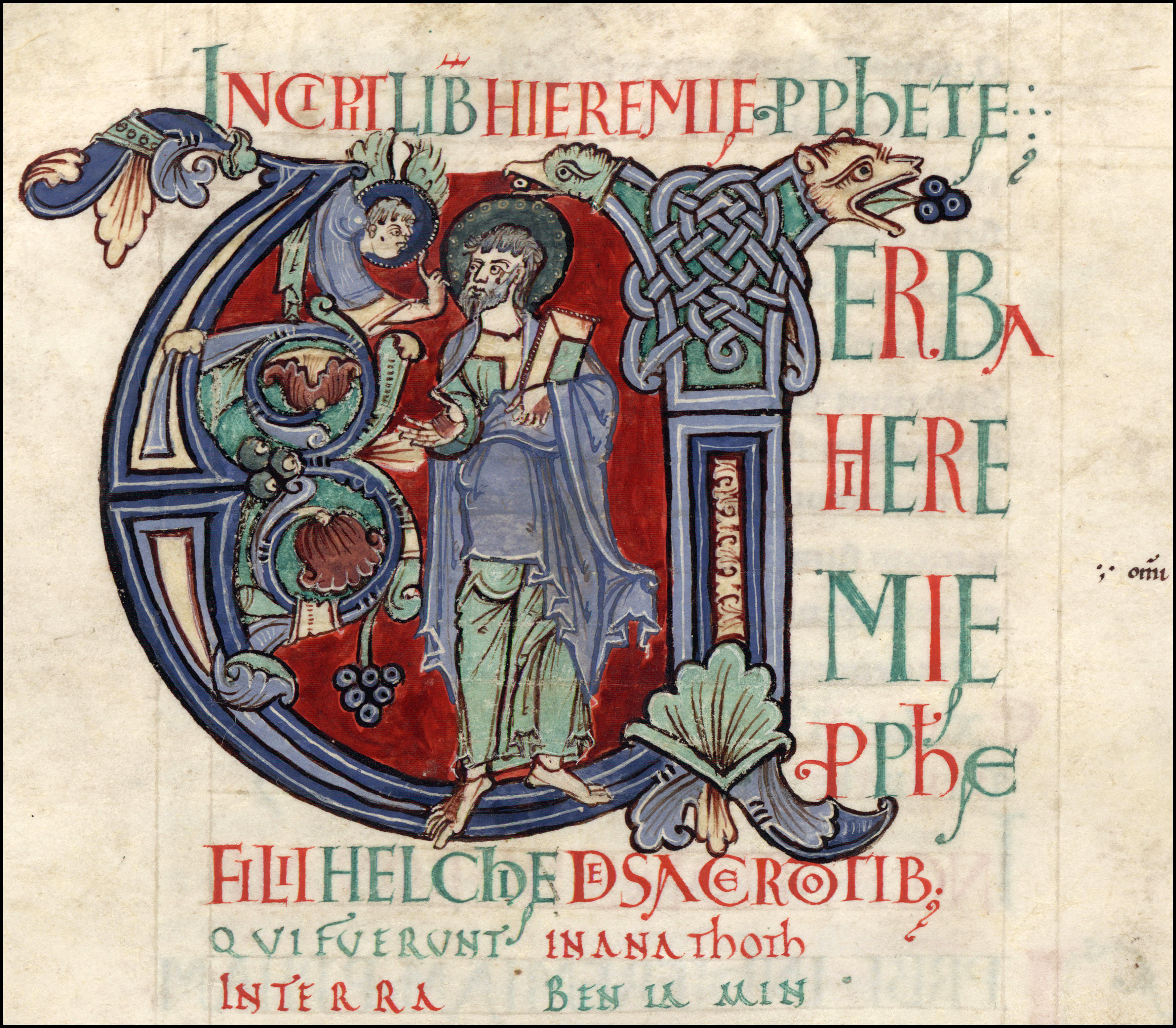
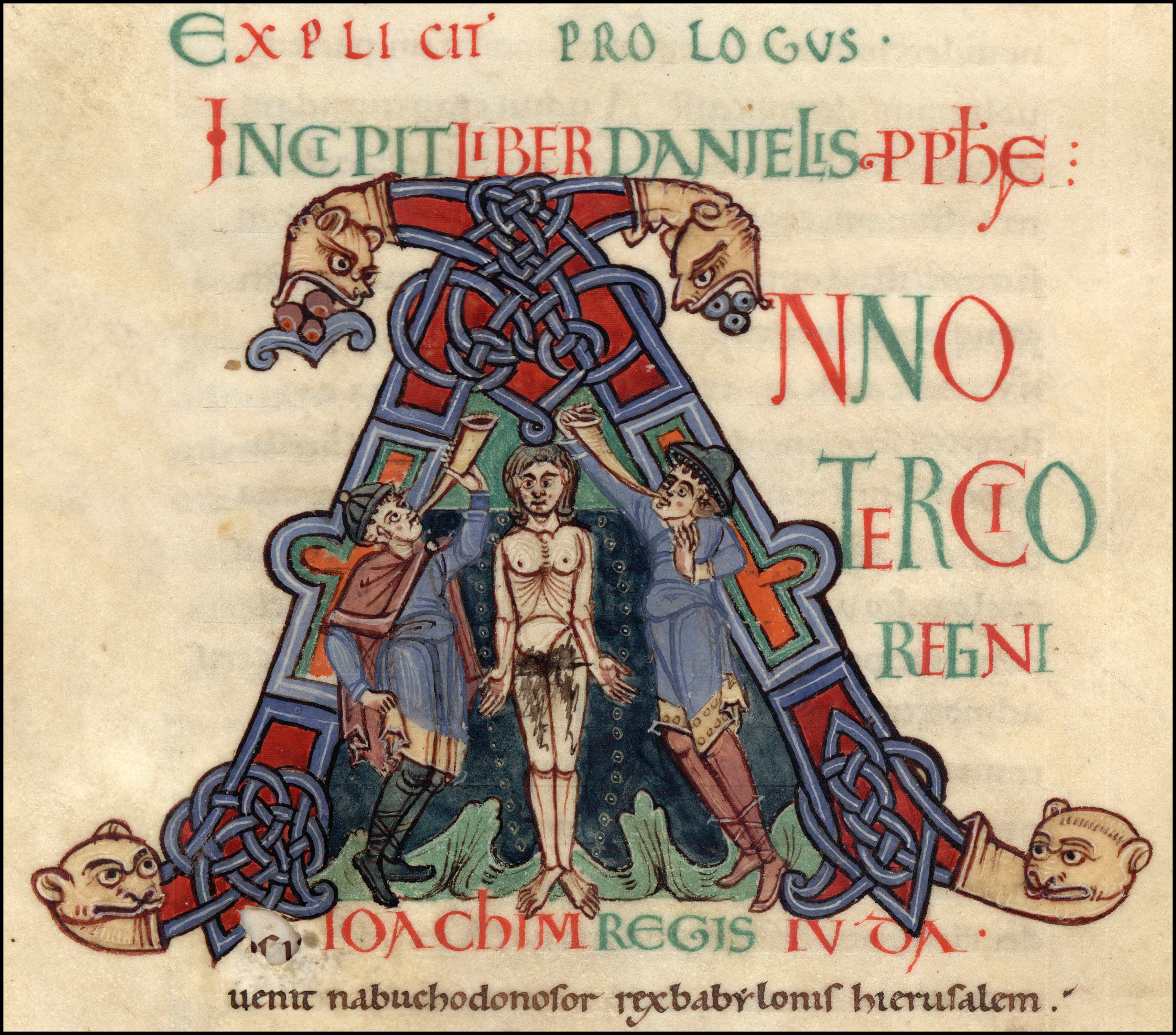
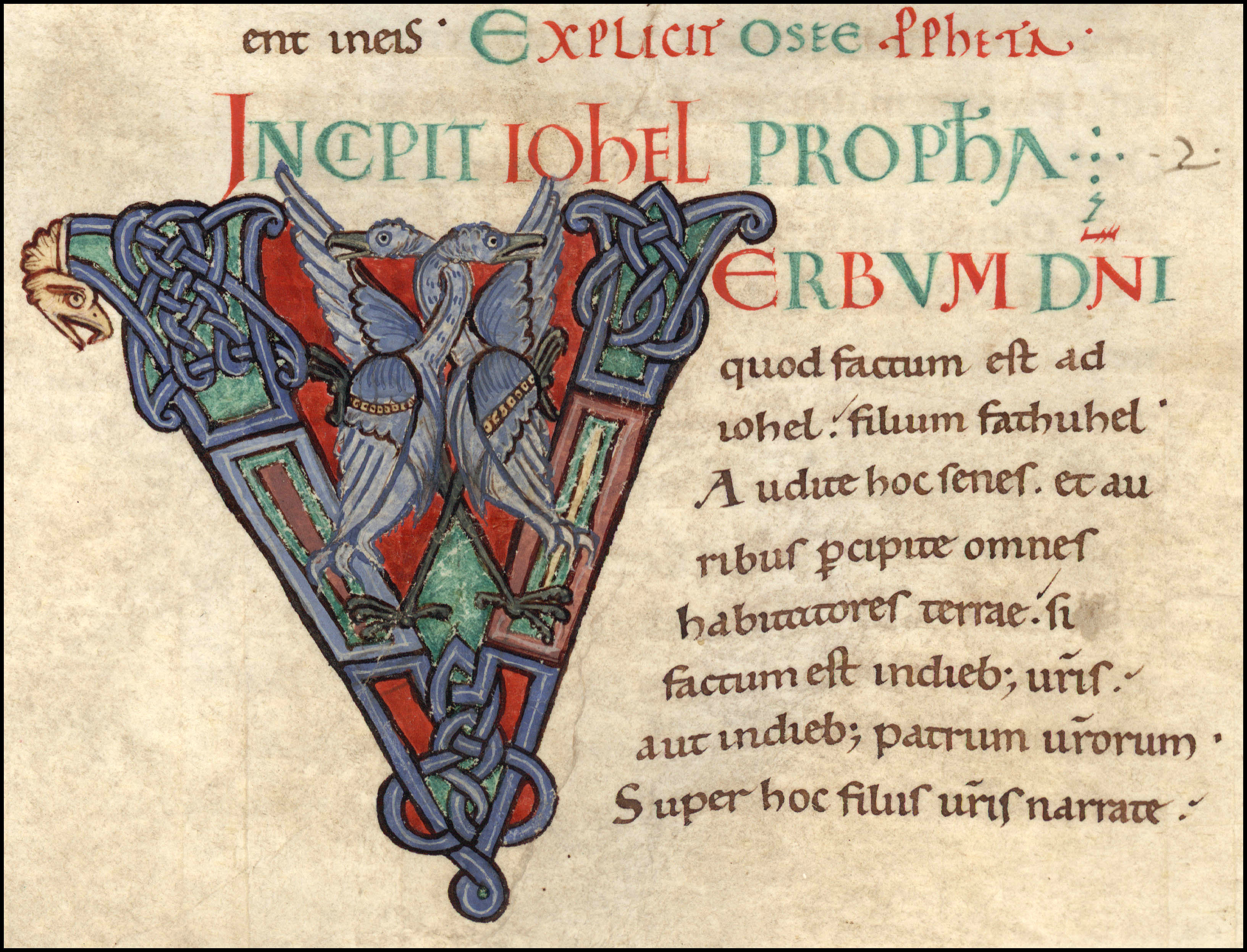

A signaler également, le Cartulaire de l'Abbaye de La Sauve-Majeure, ou Grand cartulaire : un ensemble de quatre manuscrits conservés jusqu'à la Révolution à l'abbaye de La Sauve-Majeure. Les manuscrits sont actuellement conservés à la Bibliothèque municipale de Bordeaux et sont visibles en version numérisée,,,.
|  |

La bibliothèque possède aussi un des sept exemplaires connus du livre De prospectiva pingendi de Piero della Francesca, écrit vers 1460 et qui marque le début de l'expérience exceptionnelle de la Renaissance en perspective. Peintre d'exception, l'auteur était déjà reconnu de son vivant comme l'un des plus grands mathématiciens de son époque. Il a écrit trois traités de mathématiques : deux de géométrie, De prospectiva pingendi (« De la Perspective en peinture ») et Libellus de quinque corporibus regularibus (« Des Cinq Corps réguliers ») ; un livre d'arithmétique, le Trattato d'abaco ; une traduction, illustrée de sa main, des œuvres d'Archimède.
|  |

Enfin, l'Exemplaire de Bordeaux est un exemplaire imprimé de l'édition de 1588 des Essais. Il comporte d'abondantes corrections et annotations manuscrites de Montaigne, rédigées entre l'été 1588 et le 13 septembre 1592 (date de sa mort). Ce document unique éclaire la manière dont Montaigne travaillait : les multiples remaniements, ajouts et corrections autographes permettent de comprendre la genèse du texte. Les manuscrits d'auteurs du XVIe siècle étant très rares, ce document revêt un caractère exceptionnel.

#### Consultation des fonds patrimoniaux à la bibliothèque Mériadeck et à distance
Ces collections sont consultables par tous dans « l'espace patrimoine », situé au 4e étage de la bibliothèque Mériadeck et ouvert l'après-midi (sur demande préalable pour la consultation des documents manuscrits ou particulièrement précieux). L'accès implique simplement d'être inscrit.

Décrits sur le site du Catalogue collectif de France. Certains manuscrits médiévaux sont présents sur le site Manuscrits médiévaux d'Aquitaine (recherche par lieux de conservation). Depuis 2009, la bibliothèque met en œuvre un important programme de mise en valeur de ses collections patrimoniales grâce à la numérisation. Les axes principaux sont : Montaigne, Montesquieu, Mauriac et l'histoire générale de Bordeaux, avec un accent particulier mis sur l'essor du port de la lune au XVIIIe siècle. De nombreuses œuvres anciennes (livres, manuscrits, gravures, cartes postales, photographies...) sont consultables dans la bibliothèque numérique Séléné disponible en ligne. Une partie de ces collections est visible depuis Gallica.

Fonds patrimoniaux
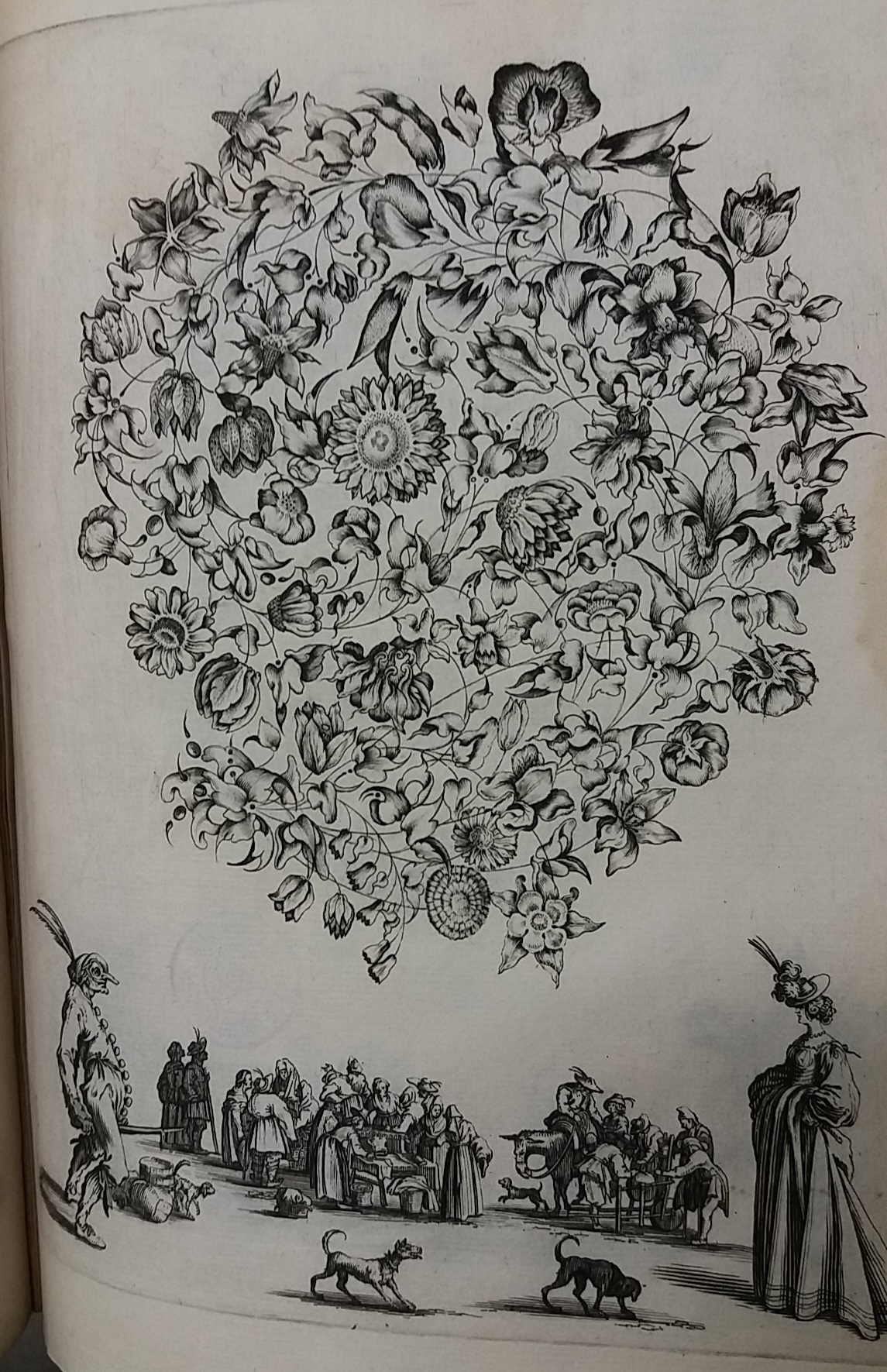
Gravure fleurie
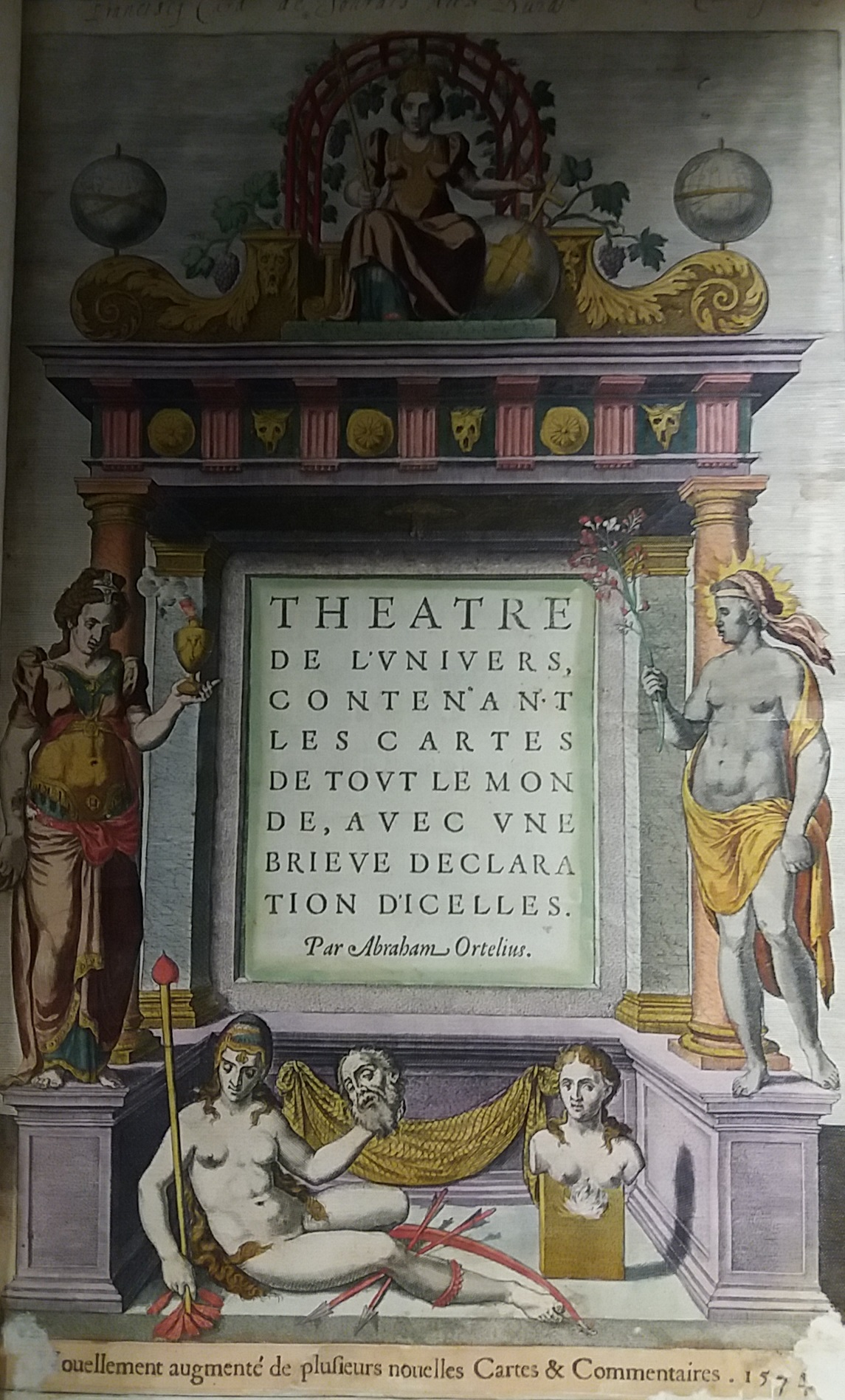
Ortelius, Théâtre de l'univers, 1574
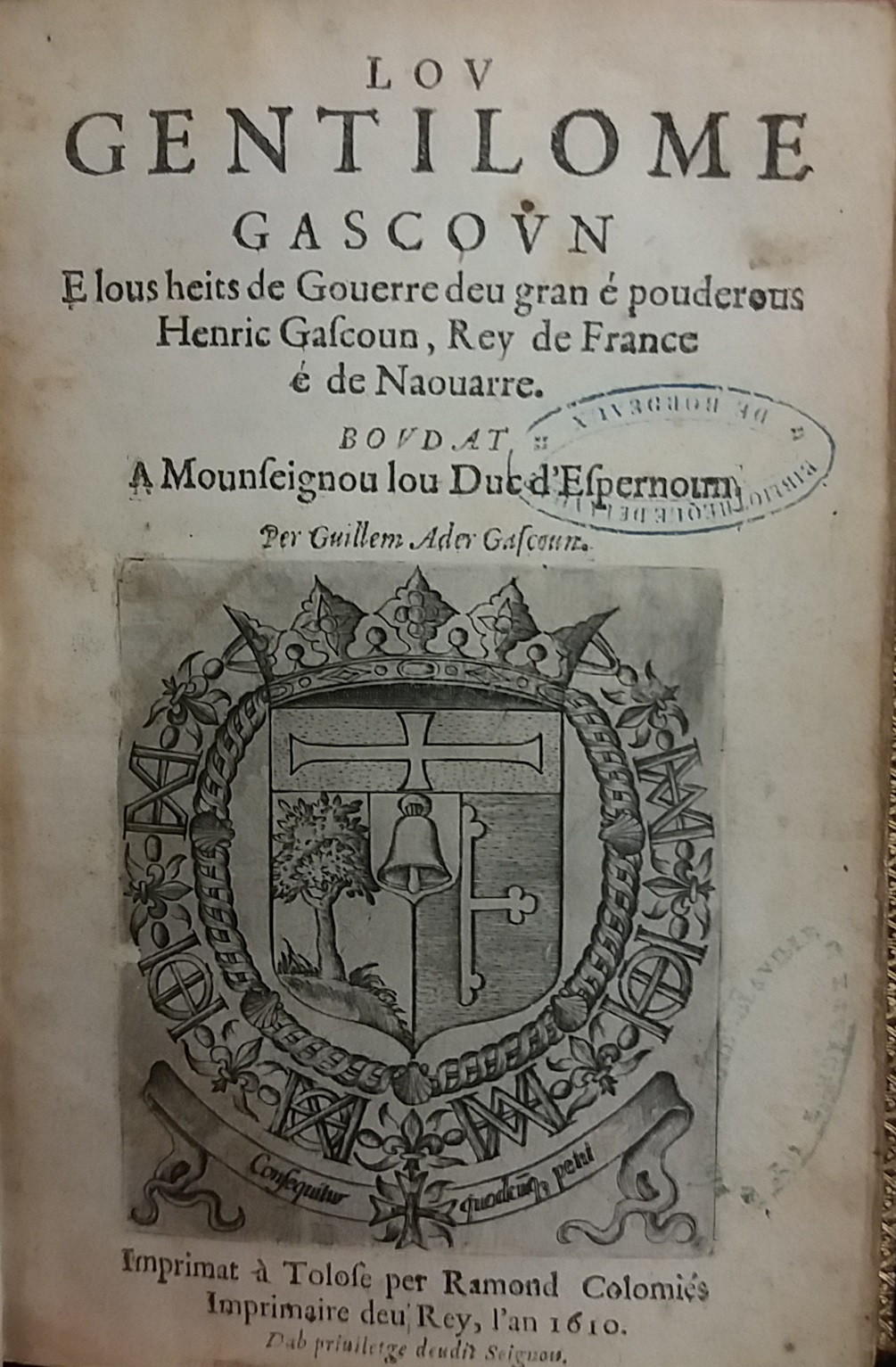
Lou Gentilome gascoun, 1610

### Le dépôt légal imprimeur (DLI) à la bibliothèque de Bordeaux
Le dépôt légal est une disposition législative, régie par le Code du Patrimoine, qui doit permettre la conservation du patrimoine. La bibliothèque de Bordeaux est dépositaire du dépôt légal imprimeur (qui existe depuis le 21 juin 1943) d’Aquitaine. Le nombre d’exemplaires à déposer et le périmètre ont varié au fur et à mesure des lois successives. Il s’applique aujourd’hui aux imprimeurs situés dans les départements de la Gironde, des Landes, du Lot-et-Garonne, de la Dordogne et des Pyrénées-Atlantiques, un exemplaire de tout ce qu’ils impriment (Code du patrimoine Article R132-64). L’envoi par la poste est totalement gratuit grâce à la franchise postale. Les documents du dépôt légal sont conservés dans les réserves de la bibliothèque. Ils sont communicables sur simple demande et identifiables grâce à leur cote qui commencent par « D.L. » suivi d’un nombre.
Les documents qui entrent dans les collections du dépôt légal seront conservés sans limite de temps.

#### La redistribution du dépôt légal éditeur
Certains livres du dépôt légal ont une cote commençant par « DLE ». Il s’agit de documents appartenant aux collections de dépôt légal éditeur de la bibliothèque nationale de France. Entre 2000 et 2014, la BnF recevait ses dépôts en plusieurs exemplaires. Elle redistribuait donc les surnuméraires entre les bibliothèques associées.

#### Le dépôt légal en quelques chiffres
La bibliothèque de Bordeaux reçoit en moyenne par an 14 500 documents. Pour 2017, 9 184 numéros de magazines et journaux pour 1 625 titres.
Au 1er juin 2018, les collections du dépôt légal de la bibliothèque comprenaient 47 750 livres et brochures, 5 595 titres de magazines et journaux et 5 594 livres du dépôt légal éditeur.

### Le fonds régional
La bibliothèque participe au plan de conservation partagé des périodiques en Aquitaine (PCAq) : le catalogue Sudoc donne accès aux collections de périodiques de la bibliothèque dans le cadre de la coopération avec le Sudoc-PS Aquitaine.